# عملات سلالة تشينغ

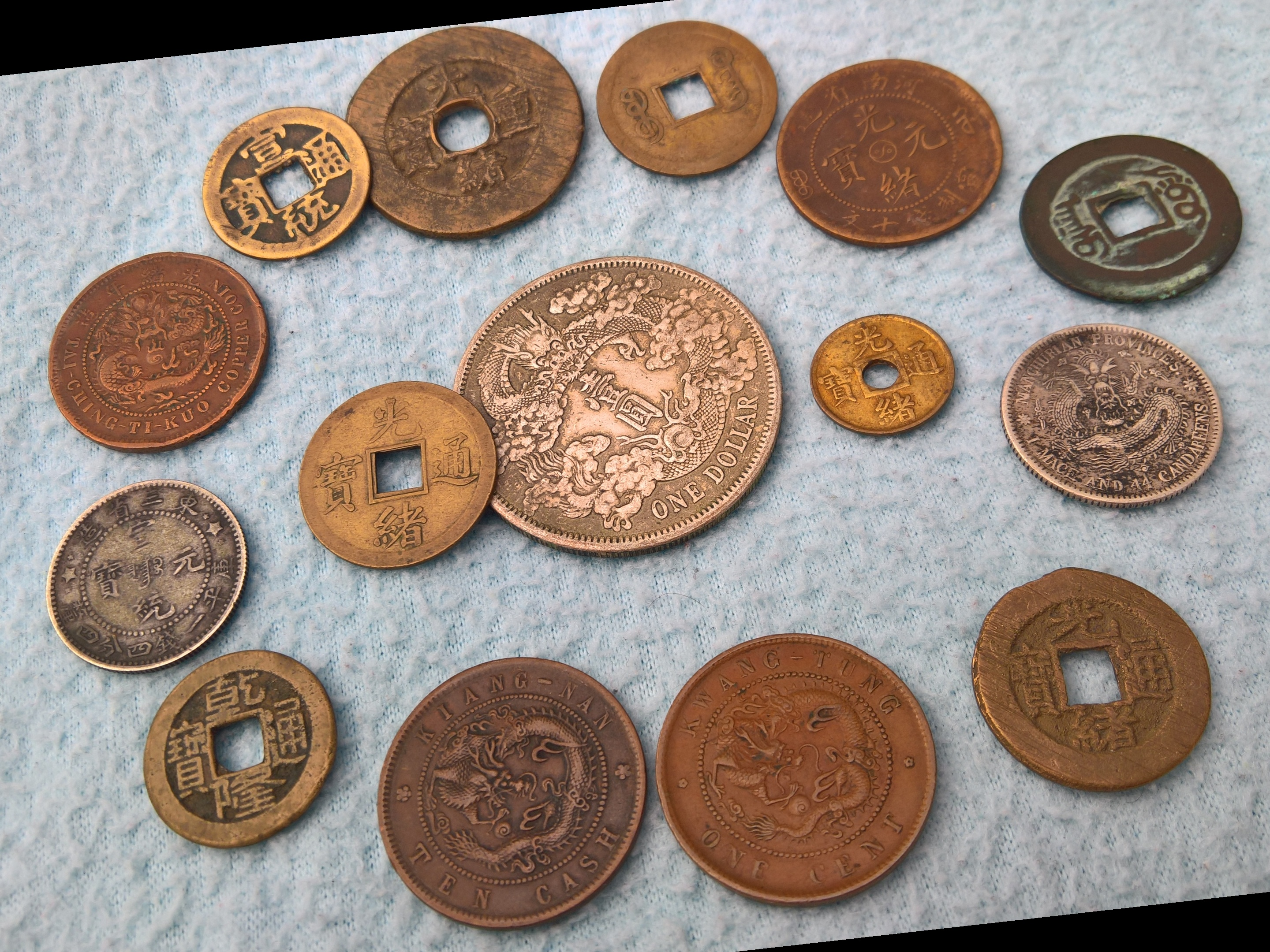
عملات تشينغ المتأخرة التي تم إنتاجها في عهد أسرة تشيان لونغ (r. 1735–1796)، جوانجكسو (r. 1871–1908) و شوانتونغ (r. 1908–1912) الأباطرة

كانت عملة سلالة تشينغ تعتمد على معيار ثنائي المعدن من العملات النحاسية والفضية. أُعلنت أسرة تشينغ بقيادة المانشو في عام 1636 وحكمت الصين بأكملها من عام 1644 حتى الإطاحة بها في عام 1912 نتيجة لثورة شينهاي. شهد عهد أسرة تشينغ تحول نظام النقد التقليدي القائم على العملات النقدية المصبوبة إلى نظام نقدي حديث يعتمد على العملات المعدنية التي تضرب آليًا، في حين استبدلت سبائك الفضة التقليدية القديمة ببطء بعملات فضية تعتمد على عملات البيزو المكسيكي. بعد إلغاء سلالة تشينغ، استبدلت عملتها باليوان الصيني لجمهورية الصين.

## عملات سلالة جين اللاحقة (1616-1636)
قبل تأسيس أسرة تشينغ، أسست عشيرة آيشن جيورو سلالة جين اللاحقة، والتي سميت على اسم سلالة جين من عشيرة وانيان. كان نورهس قد وحد العديد من قبائل جيانتشو وهايكسي جورشن تحت قيادة عشيرة آيشن جيورو، وأمر لاحقًا بإنشاء نص المانشو استنادًا إلى النص العمودي المنغولي. في عام 1636، أعاد هونغ تاي تشي تسمية المملكة باسم "تشينغ العظيمة"، وشعب جورشن باسم شعب المانشو، مع تبني سياسات عززت الشمول العرقي.
في عام 1616، بدأت سلالة جين اللاحقة بإصدار عملاتها النقدية الخاصة؛ وكانت العملات الصادرة في عهد نورهس مكتوبة بنسخة قديمة من خط المانشو دون أي علامات تشكيل، وكانت عمومًا أكبر حجمًا من عملات جين اللاحقة ذات النقوش الصينية. في عهد هونغ تاي تشي، حملت هذه العملات أسطورة مفادها أن وزنها الاسمي 10 تشيان (أو تايل واحد) مُصمم على غرار عملات سلالة مينغ المعاصرة، لكنها في الواقع كانت أقل وزنًا.
إصدرت العملات المعدنية التالية من قبل جين اللاحقة:
| نقش                                | النص اللاتيني          | الطوائف | سنوات سك العملة | صورة | خان   |
| ---------------------------------- | ---------------------- | ------- | --------------- | ---- | ----- |
| المانشووية: ᠠᠪᡴᠠᡳ ᡶᡠᠯᡳᠩᡤᠠ ᡥᠠᠨ ᠵᡳᡴᠠ | أبكاي فولينجا هان جيها | 1 ون    | 1616–1626       |      | نورهس |

## التاريخ
في عام 1644، استولت أسرة تشينغ على بكين من أسرة شون، ثم توجهت جنوبًا للاستيلاء على القوات الموالية لأسرة مينغ. كانت إحدى السياسات النقدية الأولى التي سنتها هي قبول عملات نقدية من أسرة مينغ بنصف قيمة عملات نقدية من أسرة تشينغ فقط، وبسبب هذا أزيلت عملات عصر مينغ من التداول لتنصهر في عملات أسرة تشينغ، وهذا هو السبب في أن عملات أسرة سونغ في العصر الحديث أكثر شيوعًا من تلك التي تعود إلى أسرة مينغ الحديثة.

### التاريخ المبكر

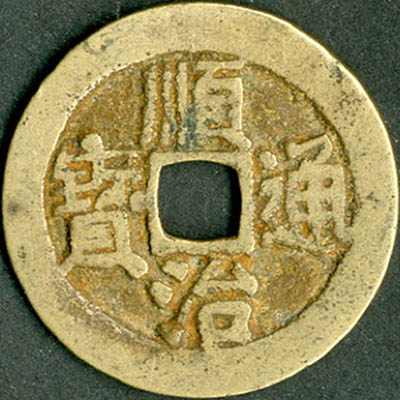
عملة شون تشي تونغ باو (順治通寶)، وهي أول سلسلة من عملات سلالة تشينغ التي سكت خارج منشوريا.

في البداية، حددت حكومة تشينغ سعر الصرف بين البرونز والفضة عند 1 ون برونزي لكل لي (釐، أو 厘) من الفضة، و1000 لي من الفضة تعادل 1 تايل (两)، وبالتالي فإن سلسلة واحدة من 1000 عملة نقدية برونزية تعادل تايل واحد من الفضة.
أنشأ الإمبراطور شونزي وزارة الإيرادات ووزارة الأشغال العامة في بكين للإشراف على صب العملات النقدية البرونزية، أنتجت هذه الوزارات 400000 سلسلة من العملات النقدية سنويًا. في وقت لاحق، أمر الإمبراطور شونزي الحاميات العسكرية بالبدء في سك عملاتها الخاصة، وعلى الرغم من أن الوزن الرسمي للعملات النقدية تحدد في البداية عند 1 تشيان، إلا أنه في عام 1645 زاد هذا إلى 1.2 تشيان، وبحلول عام 1651 أصبح 1.25 تشيان. في عام 1660 صدر الأمر بإعادة فتح دور سك العملة الإقليمية وجعلها تصب أسماء سكها بخط المانشو. كانت سبيكة النحاس القياسية 60٪ نحاس و40٪ رصاص و/أو زنك، إلا أن ظروف السوق المتنوعة أملت ما سيكون التكوين الفعلي. تغير هذا التكوين الرسمي رسميًا بمرور الوقت، في البداية كان بنسبة 3:2 (3 أجزاء من النحاس إلى جزأين من الرصاص والزنك).
كانت العملات المعدنية المنتجة في عهد الإمبراطور شون تشي مصممة على غرار عملات كاي يوان تونغ باو من عهد أسرة تانغ، وكذلك عملات أسرة مينغ المبكرة، ولها علامة سك صينية على ظهرها. أنتجت من عام 1644 حتى عام 1661، على الرغم من أن هذه العملات المعدنية كانت تحتوي على مجموعة كبيرة من علامات السك من مقاطعات مختلفة في جميع أنحاء الصين، من عام 1644 حتى عام 1645 كانت هناك أيضًا عملات شون تشي تونغ باو (順|治通寶) مصبوبة بوجه فارغ.

### عصر كانغشي
1. ↑  (بالصينية التقليدية: 清朝貨幣؛ بالصينية المبسطة: 清朝货币؛ البينيين: Qīngcháo huòbì); المانشووية: ᡩᠠᡳᠴᡳᠩ
ᠵᡳᡴᠠ، رومنة: Daicing jiha

### عصر يونغ تشنغ
في عهد الإمبراطور يونغ تشنغ، اتخذت تدابير مختلفة لضمان إمدادات ضخمة من العملات النقدية، وعلى الرغم من زيادة الوزن إلى 1.4 تشيان لكل ون، فقد انخفض محتوى النحاس من 60٪ إلى 50٪ في عام 1727. في عام 1726 تقسمت وزارة الإيرادات إلى 4 وكالات سميت كل منها باسم اتجاه الرياح، وفي عام 1728 صدر أمر بإعادة فتح جميع دور سك العملة الإقليمية حيث كانت دار سك العملة في يونان فقط هي التي كانت تعمل قبل هذا الأمر، وأخيرًا في عام 1728 تقسمت دار سك العملة التابعة لوزارة الأشغال العامة إلى "دار سك عملة جديدة لوزارة الأشغال العامة"، و"دار سك عملة قديمة لوزارة الأشغال العامة". على الرغم من ذلك، بحلول عام 1733، أدركت حكومة تشينغ أن تكاليف صنع العملات النقدية القياسية بوزن 1.4 تشيان كانت باهظة للغاية، لذا فقد خفضتها مرة أخرى إلى 1.2 تشيان.
في عام 1725، كان لدى مقاطعة يونان 47 فرنًا عاملاً. في عام 1726، قام حاكم يونان، أورتاي، بجعل صناعة سك العملات المعدنية في المقاطعة أكثر ربحية من خلال تنفيذ أنظمة جديدة للصب المنتظم والتكميلي بالإضافة إلى صب الخردة المعدنية مع التأكد من أن العملات المعدنية المصبوبة العادية فقط هي التي تحمل تكاليف الإنتاج الكاملة، كما أغلق أيضًا دور السك في المقاطعة ذات كفاءة الإنتاج المنخفضة وبدأ في تصدير عملات يونان إلى مقاطعات أخرى. لقد أثبت هذا النظام نجاحه لدرجة أن المقاطعات الأخرى بدأت في اعتماد هذه الإصلاحات.

### عصر جيا تشينغ
في عهد الإمبراطور جيا تشينغ، وصل عدد سكان الصين إلى 300 مليون نسمة، وهو ضعف عددهم قبل قرن واحد فقط، كما اجتاحت المجاعات البلاد، وكانت الحكومة فاسدة، وظهرت جحافل من المنظمات السرية المناهضة للمانشو في كل مكان، ولم يعد الاستقرار حتى عام 1803، ولكن هذا جاء بتكاليف باهظة للغاية. بدأت حكومة تشينغ في زيادة حصص إنتاج العملات النقدية النحاسية مع تغيير المحتوى القياسي للسبائك باستمرار بدءًا من 60٪ نحاس و40٪ زنك في عام 1796 إلى 54٪ نحاس و43٪ زنك و3٪ رصاص بعد فترة وجيزة. انتشر الفساد في دور سك العملة الإقليمية، وارتفع سعر الصرف بين النقد والتايل من 900 ون لتايل واحد من الفضة إلى 1200 ون للتايل الواحد، وكان هذا أيضًا بسبب تدفق كبير للفضة إلى التجار الأوروبيين والأمريكيين مما ضغط على النظام النقدي الصيني. في عهد الإمبراطور جيا تشينغ، تحددت حصة سنوية قدرها 2,586,000 سلسلة من العملات النقدية للإنتاج، ولكن في الواقع نادرًا ما تحقق هذا العدد.

### عصر داوغوانغ
في عهد الإمبراطور داوغوانغ، كانت احتياطيات الصين من الفضة تتناقص بسبب تجارة الأفيون مع الدول الأخرى، وبما أن العملات النقدية الصينية كانت تعتمد على معيار الفضة، فقد أدى ذلك في النهاية إلى انخفاض قيمة العملات النقدية في عصر تشينغ في عهد داوغوانغ لأن تكاليف إنتاج العملات النحاسية المصبوبة كانت أعلى بنحو الثلث من القيمة الاسمية للعملات المعدنية المصبوبة نفسها، وبحلول عام 1845، كانت هناك حاجة إلى 2000 ون لتايل واحد من الفضة. تميل العملات المعدنية المنتجة في عهد الإمبراطور داوغوانغ إلى أن تكون صغيرة مقارنة بعملات سلالة تشينغ السابقة لهذا السبب.
في عهد الإمبراطور داوغوانغ، أنشئت دار سك عملات جديدة في كوتشا في مقاطعة شينجيانغ مع سك عملات معدنية تحمل علامة "庫" بالإضافة إلى عملات معدنية تحمل نقشًا على الجانب الخلفي "新" للتداول داخل المقاطعة المذكورة أعلاه والتي كانت بعيدة عن الصين نفسها.
اقترح لين زيكسو في عام 1833 إنشاء سلسلة من عملات داوغوانغ تونجباو النقدية (道光通寶) بوزن 0.5 تايل، على أن تكون اثنتان من هذه العملات النقدية قابلة للاستبدال مقابل تايل واحد من الفضة. ولكن هذا الاقتراح لم يعتمد.

### عصر تونغزي
في العام الأول من حكم إمبراطور تونغزي، حمل اسم "تشي شيانغ" (祺祥)، وعلى الرغم من سك بعض العملات المعدنية التي تحمل هذا النقش، إلا أنها لم تدخل إلى التداول مطلقًا. بينما استمر إنتاج عنوان العهد "Qixiang" 10 wén Daqian، تم إنتاج Daqian لفترة وجيزة من الوقت مع نقش Qixiang Zhongbao (祺祥重寶). نظرًا لأن اسم عصر تشي شيانغ لم يُستخدم لفترة طويلة، فقد سكت العملات النقدية التي تحمل تاريخ هذا العصر لفترة قصيرة جدًا، لدرجة أن عددًا صغيرًا فقط من دور سك العملة الحكومية أنتجت عملات نقدية تحمل هذا النقش. وشملت هذه الدور دار سك العملة التابعة لوزارة الأشغال العامة (寶源)، ودار سك العملة التابعة لوزارة الإيرادات (寶泉)، ودار سك العملة في يونان (寶雲)، ودار سك العملة في قانسو (寶鞏)، ودار سك العملة في سوجو (寶蘇).
قامت والدة تونغزي، الإمبراطورة الأرملة تسيشي، بتغيير اسم حكمه إلى تونغزي في عام 1862. شهد عهد تونغتشي نهاية تمرد التايبينغ وبداية ثورة إسلامية كبيرة في شينجيانغ. وشهد العصر أيضًا صعود حركة تعزيز الذات التي أرادت تبني الأفكار الغربية في الممارسة العملية في الصين بما في ذلك إصلاح النظام النقدي.
ظلت العملات المعدنية المنتجة في عهد الإمبراطور تونغتشي ذات جودة رديئة، حيث خُفِّضَت قيمة عملة العشرة ون من 4.4 إلى 3.2 تشيان عام 1867. واستمر نقص النحاس، وتفاقمت مشكلة الصب غير القانوني مع إغلاق دور سك العملات الإقليمية أو ضعف إنتاجيتها. كما أُنتجت أول عملات نقدية صُكَّت آليًا في عهد الإمبراطور تونغتشي في باريس بناءً على طلب الحاكم زو زونغتانغ عام 1866، إلا أن حكومة تشينغ رفضت إدخال العملات المصنَّعة آليًا.

### سك العملات في عهد الإمبراطور شوانتونغ

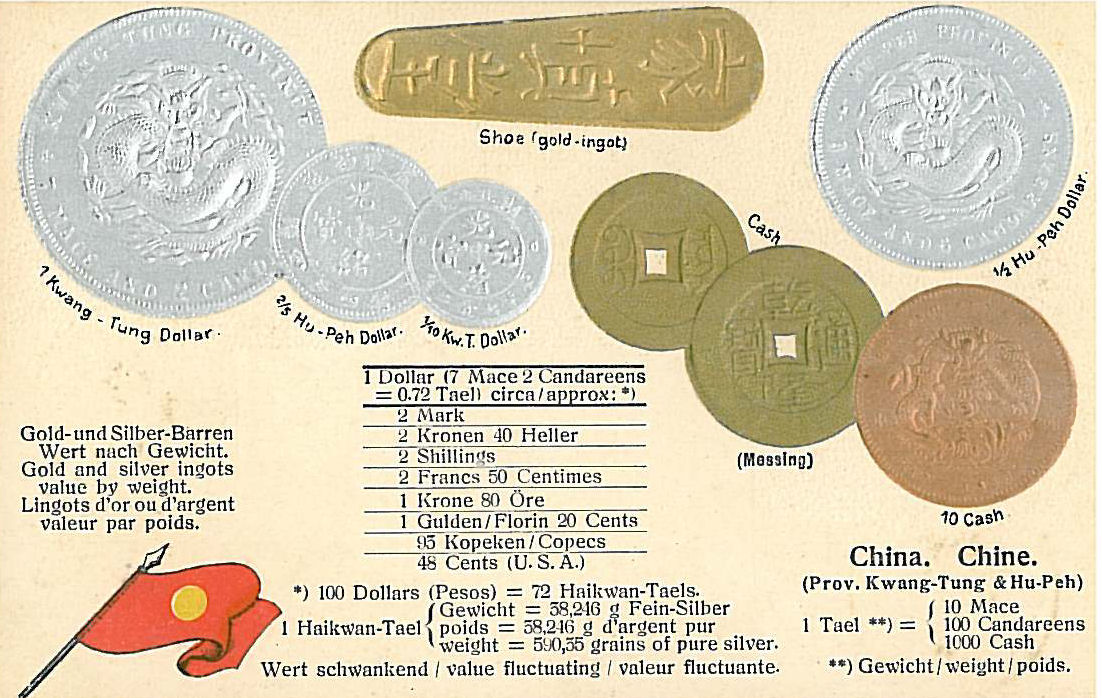
بطاقة بريدية من عام 1900 تُظهر العملات الصينية المتداولة في عصر قوانغشو المعاصر.

في عهد الإمبراطور جوانجشو، جرت محاولات عديدة لإصلاح نظام العملة في عهد أسرة تشينغ. ودخلت عملات نحاسية آلية بدون ثقوب مربعة إلى غوانغدونغ عام 1899، وبحلول عام 1906، كان هناك 15 دار سك عملات آلية تعمل في 12 مقاطعة. وقد مثّل إدخال هذه العملات الآلية بداية نهاية صك العملات في الصين. في عام 1895، كان لدى دار سك العملات الآلية في غوانغتشو 90 مكبسًا، لتصبح أكبر دار سك عملات في العالم، تليها دار السك الملكية البريطانية بستة عشر مكبسًا فقط.
كانت العديد من المقاطعات لا تزال بطيئة في تبني آلات سك العملة، وغالبًا بسبب التكاليف المرتفعة المرتبطة بها، حيث بلغت تكلفة آلة سك العملة في تيانجين 27000 تايل من الفضة، ولكن تكلفة صنع سلسلة واحدة من العملات النقدية بقيمة 1 تشيان التي تضرب آليًا كانت أعلى من ضعف قيمتها الاسمية، مما أجبر دار سك العملة في تيانجين على شراء المزيد من الأفران حتى اضطرت في النهاية إلى الإغلاق في عام 1900.
شهد عهد جوانجشو استعادة شينجيانغ وافتراض سك النقود الحمراء هناك، بينما أعاد الخبراء اليابانيون تنشيط صناعة تعدين النحاس في يونان و اكتشفت العديد من عروق النحاس الجديدة مما أعطى الحكومة المزيد من الموارد لصب (وضرب) العملات المعدنية مرة أخرى.
غالبًا ما كانت العملات الجديدة تحمل نقش "غوانغ شو يوان باو" (光緒元寶) مع صورة تنين، وتحمل نقوشًا إنجليزية وصينية ومانشوية. كما كانت هذه العملات تحمل في أسفلها علاقة بالعملات الصينية القديمة (غالبًا بالعملات النقدية)، أو قيمتها مقارنةً بالعملات الفضية، وكانت الكلمات المانشوية تشير إلى مكان سكها. في غضون ذلك، توقف إنتاج العملات النقدية التقليدية من فئة 10 ون مع بدء إنتاج هذه العملات الحديثة.
في عام 1906، بدأت دار سك العملة العامة التابعة لوزارة الداخلية والمالية في تيانجين في إصدار عملة نحاسية جديدة تسمى عملة تشينغ النحاسية العظيمة (大清銅幣)، والتي مثل عملات Guāng Xù Yuán Bǎo ظهرت عليها صورة تنين صيني، وكانت تحمل نقوشًا إنجليزية وصينية ومانشو مع النقش الإنجليزي الذي يقرأ "عملة نحاسية تاي تشينغ تي كو" في ويد جايلز، وكانت العملات المعدنية التي سكت في عهد إمبراطور جوانجكسو تحمل نقش الأحرف الصينية Guāng Xù Nián Zào (光緒年造).[1] سكت هذه العملات المعدنية بفئات 2 ون و5 ون و10 ون و20 ون وسرعان ما إصدرت من قبل دور سك مختلفة في جميع أنحاء المقاطعات الصينية. إصدرت هذه العملات المعدنية أولاً من قبل وزارة الداخلية ثم من قبل وزارة الإيرادات والنفقات.

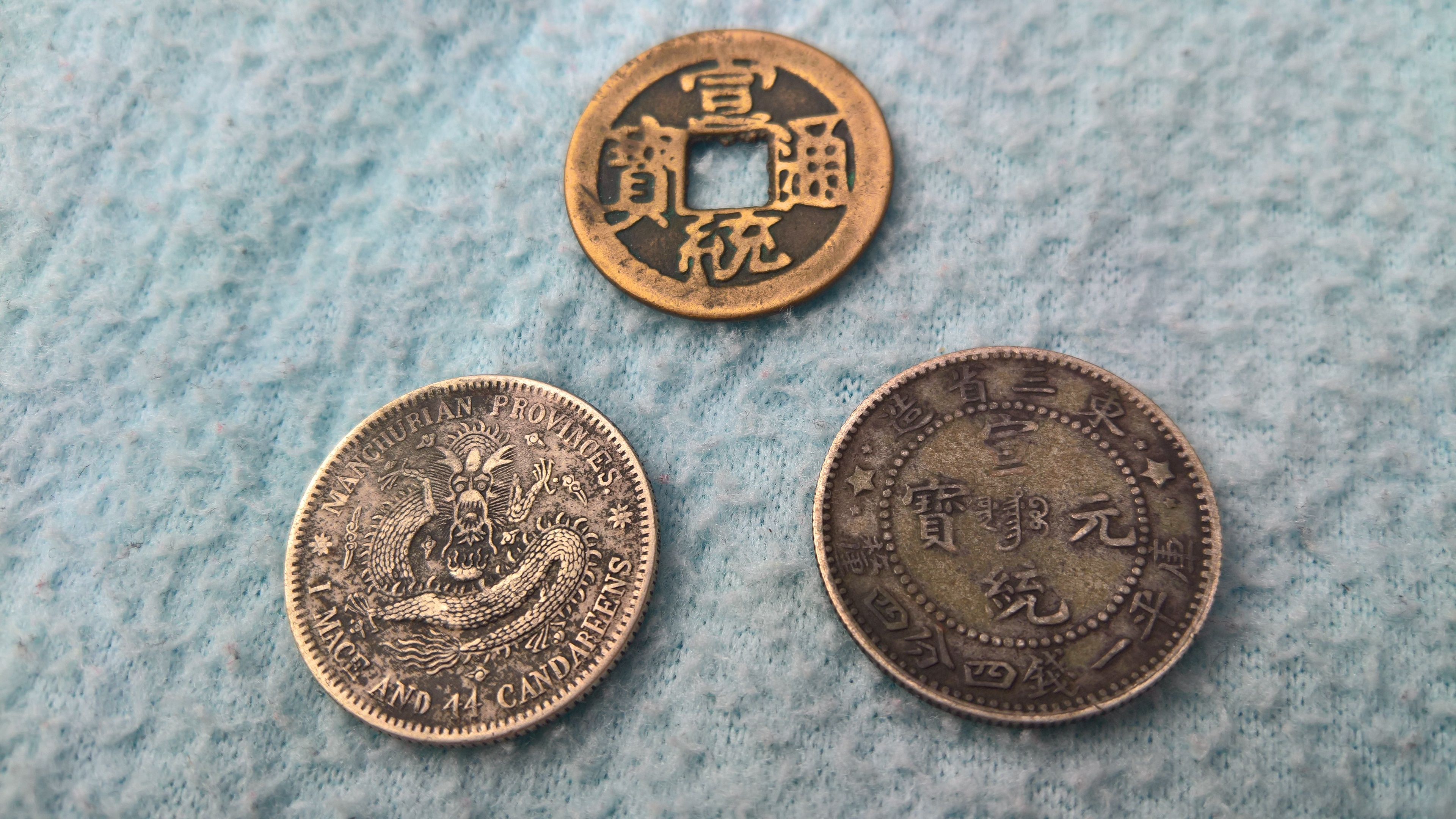
العملات النحاسية والفضية الصادرة في عهد الإمبراطور شوانتونغ.

في عهد الإمبراطور شوانتونغ، استمر سك العملات النقدية النحاسية التقليدية والعملات الحديثة المصبوبة آليًا في آنٍ واحد، إلا أن وزارة الإيرادات في بكين وعددًا قليلًا من دور السك الإقليمية استمرت في سك العملات النقدية التقليدية، إذ بدأت معظم دور السك في إنتاج العملات المصبوبة آليًا حصريًا، وكانت دار سك النقود الوحيدة التي لا تزال تعمل في شينجيانغ في ظل حكم الإمبراطور شوانتونغ. في عهد الإمبراطور شوانتونغ، أُغلقت داران للسك تابعة للحكومة المركزية في بكين. وفي عام 1910، صدرت عملات معدنية جديدة مصبوبة آليًا.
تشمل الطوائف الجديدة التي قدمت في عام 1910 ما يلي:
| فئة (باللغة الصينية التقليدية ) | فئة (باللغة الإنجليزية) | صورة الوجه | الصورة العكسية |
| ------------------------------- | ----------------------- | ---------- | -------------- |
| 一厘                            | 1 لي                    |            |                |
| 五厘                            | 5 لي                    |            |                |
| 一分                            | 1 فن                    |            |                |
| 二分                            | 2 فين                   |            |                |
| 壹圓                            | 1 يوان                  |            |                |

لم تُنتج هذه الفئات بأعداد كبيرة، إذ أُطيح بسلالة تشينغ بثورة شينهاي بعد عام واحد فقط. وبحلول نهاية سلالة تشينغ، فشلت محاولات الحكومة لتحديث النظام النقدي، وجرى تداول العملات المعدنية الآلية جنبًا إلى جنب مع العملات التقليدية، واستمر هذا الوضع في ظل جمهورية الصين.

## العملات النحاسية
خلال فترة أسرة تشينغ، كان النظام النقدي الصيني عبارة عن نظام ثنائي المعدن حيث تداولوا العملات النقدية المصنوعة من سبائك النحاس والفضة في وقت واحد. كانت العملة المصنوعة من سبائك النحاس خلال معظم فترة حكم أسرة تشينغ تتكون فقط من عملات نقدية بقيمة 1 ون، والتي يمكن ربطها معًا في سلاسل من 1000 عملة نقدية للدفعات الأكبر. في حين أن السلاسل تتكون رسميًا من 1000 عملة نقدية، إلا أنها عادةً ما تحتوي على حوالي 980 عملة نقدية من سبائك النحاس فقط.
قطعة نقدية قياسية من سبائك النحاس في القرن الثامن عشر تزن 0.12 تايل، تحتوي على ما بين 50% إلى 70% من النحاس النقي، ومعادن أخرى في سبائكها مثل الزنك والرصاص.
حُدد سعر صرف العملات النحاسية في عهد أسرة تشينغ رسميًا عند 1000 ون (أو عملات نقدية) مقابل تايل واحد من الفضة، إلا أن سعر السوق الفعلي غالبًا ما تراوح بين 700 ون مقابل تايل واحد من الفضة و1200 ون مقابل تايل واحد من الفضة خلال القرن التاسع عشر. واعتمدت أسعار الصرف الفعلية على عوامل متعددة، مثل كمية العملات في السوق وجودة كل عملة على حدة. وقد دخلت معظم العملات الحكومية المصبوبة السوق عن طريق الجنود.
نظرًا لأن جميع العملات النقدية المصنوعة من سبائك النحاس في عهد أسرة تشينغ كانت ذات أشكال وأوزان موحدة، فإن فئة العملات النقدية لم تكن مكتوبة في أي مكان على العملات نفسها، وذلك لأن العملة النقدية كانت تقدر دائمًا بـ 1 ون طوال معظم تاريخها، وكانت المدفوعات تكون عن طريق حساب عدد العملات النقدية.
احتكرت حكومة أسرة تشينغ إنتاج العملات النقدية المصنوعة من سبائك النحاس، والتي شكلت أقل من 20% من إجمالي الأموال المتداولة في الصين في ذلك الوقت، فضلاً عن تعدين النحاس، في حين سمحت الحكومة للسوق بتحديد سعر الفضة.
نظرًا لأن عملية الصب بسيطة للغاية، فقد بدأت العديد من دور سك العملة الخاصة (غير القانونية) في إنتاج عملات نقدية مزيفة تُعرف باسم Sīzhùqián (私鑄錢) لأن دور سك العملة الحكومية غالبًا ما لم تتمكن من تلبية طلب السوق على النقود، حيث لم يكن هناك فرق كبير في الجودة بين العملات "الحقيقية" أو Zhìqián (制錢) والعملات "المزيفة"، وقد قبل sizhuqian على نطاق واسع من قبل عامة الناس كوسيلة للدفع. على الرغم من أن المقايضة ظلت شائعة خلال معظم عصر تشينغ، إلا أنه بحلول منتصف القرن التاسع عشر تطور السوق الصيني ليصبح نقديًا للغاية. بسبب التضخم الناجم عن الأزمات العسكرية المختلفة في عهد الإمبراطور شيان فنغ، إصدرت عملات نقدية جديدة ذات فئات أكبر، حيث يشار إلى العملات النقدية بقيمة 4 ون وما فوق باسم Dàqián (大錢).
عادةً ما كانت العملات النقدية التي أنتجتها دار سك العملة الإمبراطورية في بكين ودور سك العملة الإقليمية والإقليمية تؤدي وظائف مختلفة. أنتجت دور سك العملة المحلية في الغالب عملات نقدية لدفع رواتب رجال الرايات وأجور العمال في مشاريع البناء الحكومية. كانت دور سك العملة الإمبراطورية (المعروفة باسم دار سك العملة باويوان ودار سك العملة باوكوان) الواقعة في العاصمة بكين هما أهم دورتين عاملتين خلال فترة أسرة تشينغ: لقد حافظ إنتاجهما من العملات النقدية المصنوعة من سبائك النحاس على متطلبات السوق، ليس فقط في بكين نفسها، ولكن أيضًا في الجزء الشمالي من الصين الواقع بالقرب من العاصمة.
كان سك العملات النقدية من سبائك النحاس لامركزيًا بسبب التكلفة العالية جدًا لنقل كميات كبيرة من العملات المعدنية (وخاصة العملات النقدية الثقيلة المصنوعة من سبائك النحاس والتي كانت تميل إلى أن تكون ذات قيم صغيرة). في بعض الأحيان، كان يتعلق إنتاج العملات النحاسية في دور سك العملة الإقليمية، ولكن سك العملات في دور سك العملة الإمبراطورية في بكين كان دائمًا مضمونًا من قبل حكومة تشينغ.
بحلول أواخر عهد أسرة تشينغ، أصبح من الواضح أن حمل سلاسل العملات النقدية غير مريح مقارنةً بالعملات الحديثة. في عام 1900، حُوِّلت 8 شلنات إلى 32.6587 كيلوغرامًا من العملات النقدية النحاسية، ولوحظ أنه في حال انكسار أحد سلاسل القش التي تحمل العملات، فإن تكلفة جمعها في الوقت المناسب ستكون أعلى من قيمتها المستردة. كان هذا أحد العوامل العديدة التي دفعت الشعب الصيني إلى قبول تحديث العملة بسهولة أكبر..
عند مقارنة النظام النقدي الصيني المعاصر في فترة أسرة تشينغ مع النظام النقدي في أوروبا في العصور الوسطى، يتبين أنه في كلتا الحالتين يبدو أن النقص المزمن في العملات المعدنية ذات الفئات المنخفضة هو جانب من جوانب النظرية الاقتصادية أكثر من كونه تاريخًا فعليًا، حيث أن الفجوة التي تنشأ بين القيمة القانونية (أو الاسمية) والقيمة المعدنية الجوهرية سوف يتبعها دائمًا إما التزييف أو إذابة العملة.

### القوة الشرائية للعملات المعدنية
في ذلك الوقت، عندما كتب وو جينغزي كتابه " العلماء" في القرن الثامن عشر، كان بإمكان 3 ون شراء كعكة مطهوة على البخار، وكان بإمكان 4 ون شراء طعام المدرسة، وكان 16 ون كافياً لطبق واحد من المعكرونة، وكان من الممكن تغطية الرسوم الدراسية السنوية للمدرسة بمقدار 2400 ون، ولكن بسبب التضخم فإن القوة الشرائية للعملات النقدية سوف تنخفض في القرن التالي.
| فترة      | كمية الأرز لـ 1000 ون (أو سلسلة واحدة من العملات النقدية ) |
| --------- | ---------------------------------------------------------- |
| 1651–1660 | 99.6 كجم                                                   |
| 1681–1690 | 136 كجم                                                    |
| 1721–1730 | 116 كجم                                                    |
| 1781–1790 | 57.3 كجم                                                   |
| 1811–1820 | 25.2 كجم                                                   |
| 1841–1850 | 21.6 كجم                                                   |

### آثار انخفاض قيمة الفضة عالميًا
تقليديا، كان علماء التاريخ النقدي لسلالة تشينغ، والشرق الأقصى ككل، يتجادلون في كثير من الأحيان حول ما إذا كان تدفق الفضة إلى الداخل أو الخارج يؤدي إلى ازدهار اقتصادي أو كساد اقتصادي.
يقترح أنصار النظام الثنائي المعدني الكلاسيكي أن وجود معدنين من شأنه أن يخفف الصدمات التي تنتج عن نقص أي من المعدنين المستخدمين في الاقتصاد لإجراء المعاملات وبالتالي استقرار النظام النقدي. بالإضافة إلى حركة وتدفق الفضة المادية، كان لسعر الفضة أيضًا تأثير على التجارة والاقتصاد العام. من الناحية النظرية، يمكن اعتبار "الفضة الرخيصة" (مصطلح يستخدم للإشارة إلى السعر المنخفض نسبيًا للفضة في السوق الدولية) في نظام ثنائي المعدن أو نظام معيار الفضة بمثابة انخفاض مفاجئ وخارجي في قيمة العملة، وهذا من شأنه أن يشير إلى شروط تجارية مواتية للدول التي تطبق معيار الفضة حيث أن انخفاض قيمة الفضة من شأنه أن يشجع الصادرات حيث انخفضت أسعار السلع، مما يجعلها أكثر ملاءمة للتجار الأجانب لشراء هذه السلع. ويبدو أن الوضع الاقتصادي والنقدي لسلالة تشينغ منذ سبعينيات القرن التاسع عشر فصاعدًا يتناقض مع هذه الفرضية. خلال سبعينيات القرن التاسع عشر، استبدلت العديد من البلدان حول العالم معيار الفضة بمعيار الذهب، مما تسبب في إلغاء العملات الفضية القديمة، مما أدى إلى انخفاض سعر الفضة على نطاق عالمي. لم يؤد إلغاء العملة الفضية في العديد من البلدان إلى انخفاض سعر الفضة فحسب، بل أدى أيضًا إلى زيادة تقلب سعرها، كما عوضت البورصة غير المستقرة بعض الفوائد الناجمة عن انخفاض قيمة الفضة. كما ساهمت رواسب الفضة الجديدة المكتشفة في جبال روكي في الولايات المتحدة وكندا في انخفاض الأسعار. استفادت دول مثل اليابان وفيتنام والهند البريطانية من هذا التخفيض في الأسعار، لكن الصين في عهد تشينغ لم تتمتع بالفوائد بقدر ما استمتعت بها دول أخرى. في الواقع، على الرغم من تمتع أسرة تشينغ بصادرات أكبر، إلا أنها بدأت في استيراد المزيد خلال هذه الفترة مما أدى إلى عجز تجاري. وفي تشونغتشينغ وحدها انخفضت قيمة البضائع الأجنبية بما يزيد عن مليار هونغ كونغ. 1,250,000 في فترة زمنية قصيرة بسبب انخفاض قيمة الفضة عالميًا.
خلال هذه الفترة، ارتفع السعر العام للصادرات الصينية بسبب تقلب سعر الفضة مقارنة بالذهب والنحاس، وقد عوضت هذه الأسعار المتزايدة عن فائدة انخفاض سعر الفضة الأرخص. خلال هذه الفترة، كانت معظم الصادرات الصينية في الواقع عبارة عن منتجات ريفية سعرت بعملات نقدية من سبائك النحاس؛ ثم ترجمت أسعار هذه السلع إلى الفضة عند نقطة تصديرها إلى دول أخرى. يعني انخفاض قيمة الفضة أن سعر الصرف الأرخص بين الفضة والعملات النقدية من سبائك النحاس سيجعل هذه الصادرات أكثر تكلفة، على الرغم من بقاء الأسعار الريفية مستقرة نسبيًا. أدى الانخفاض المفاجئ والدائم في السعر العالمي للفضة إلى زعزعة استقرار العلاقة السعرية بين النحاس والفضة في الصين والتي كانت الأساس لنظامها ثنائي المعدن، وبالتالي تحدى هذا الانخفاض النظام النقدي بأكمله لسلالة تشينغ ودفعه إلى التغيير بشكل جذري.
خلال هذه الفترة، بدأت المناطق الريفية الداخلية الصينية في إنتاج المزيد من المحاصيل النقدية للتصدير مع إجبار المزيد من موانئ المعاهدات على فتح أبوابها. وبينما كانت المناطق الساحلية سابقًا هي التي اتسم اقتصادها بتوجهه نحو التصدير، بدأت المناطق الداخلية الصينية في التركيز بشكل أكبر على التصدير. تقليديًا، كان المزارعون الصينيون يبيعون منتجاتهم للوسطاء الذين كانوا يبيعونها بدورهم في موانئ المعاهدات، إلا أن "الفضة الرخيصة" جعلت شراء هذه السلع أكثر تكلفة على الوسطاء، وكان المزارعون أقل ميلًا لقبول الفضة مقابل منتجاتهم كلما ابتعدوا عن المدن التجارية أو عن المرافق المالية المتطورة. تسبب ارتفاع سعر الصرف بين الفضة والعملات النقدية المصنوعة من سبائك النحاس، والذي كان يُفضّل الأخير، في انكماش اقتصادي، وجعل أعمال الوسطاء أقل ربحية.
كما سكت الحكومة عددًا أقل من العملات النقدية المصنوعة من سبائك النحاس خلال هذه الفترة نظرًا لارتفاع تكلفة سكها، مما ساهم في نقصها في الاقتصاد الصيني. وبينما اقتصر التأثير التجاري لـ"الفضة الرخيصة" العالمية على المناطق الساحلية إلى حد كبير، امتد التأثير النقدي لها إلى جميع أنحاء البلاد. وقد أدى انخفاض سعر الفضة إلى تفاقم نقص العملات النقدية المصنوعة من سبائك النحاس: مما دفع دور سك العملة الإمبراطورية في بكين إلى تعليق إنتاج العملات النقدية المصنوعة من سبائك النحاس نظرًا لارتفاع تكلفة الإنتاج؛ وصُهرت العملات النقدية الحالية، باعتبارها "عملة مقومة بأقل من قيمتها الحقيقية" (قانون جريشام)، للحصول على قيمتها الحقيقية. إضافةً إلى ذلك، كان توفير العملات النقدية قرارًا مركزيًا، نفّذته أيضًا الحكومات الإقليمية في جميع أنحاء الصين. ونتيجةً لهذه العوامل، لم يتمكن الصينيون من اغتنام فرصة زيادة صادراتهم بسبب "الفضة الرخيصة" كما فعلت اليابان والهند وفيتنام.
في الواقع، بدلًا من أن تُمثّل "الفضة الرخيصة" فرصةً للصين، مثّلت تحديًا لها، وخاصةً للنظام النقدي ثنائي المعدن الصيني. فرغم تدفق الفضة الكبير إلى موانئ المعاهدات والمراكز الحضرية في جميع أنحاء الصين، عانى سكان الريف الصينيون الكثر من نقص في العملات النقدية المصنوعة من سبائك النحاس. ولم تتحقق الفوائد التجارية التي قدمتها "الفضة الرخيصة" وعادت بالنفع على اقتصاد سلالة تشينغ إلا بتخفيض قيمة العملات النحاسية الصينية بشكل كافٍ. ولم يكن ذلك ليتحقق إلا بتخفيض قيمة العملات النحاسية مجددًا.

### ندرة العملات النقدية المصنوعة من سبائك النحاس
بسبب انتشار "الفضة الرخيصة" (انخفاض هائل في سعر الفضة العالمي)، عانى الاقتصاد الصيني القائم على العملات النقدية المصنوعة من سبائك النحاس من انكماش اقتصادي، مما ثبط تصدير المنتجات الصينية. وزاد من تثبيط التجارة الدولية ندرة العملات النقدية المصنوعة من سبائك النحاس في المناطق الريفية الصينية أواخر القرن التاسع عشر. لم يقتصر هذا النقص على تثبيط التجارة الدولية فحسب، بل أثّر أيضًا على التبادلات بعيدة المدى داخل الصين بسبب الضغط الانكماشي. علاوة على ذلك، كان لندرة العملات النقدية المصنوعة من سبائك النحاس من الفئات الصغيرة في الصين تأثير سلبي على المعاملات اليومية، وخاصة في المناطق الريفية الداخلية حيث لا تُمارس أي أعمال تجارية بالفضة، وكان الطلب المحلي عليها غير مرن. كان العمال الريفيون الصينيون يتقاضون رواتبهم بالعملات النقدية المصنوعة من سبائك النحاس فقط، ويدفعون ضرائبهم بالفضة باستخدام أسعار الصرف الرسمية التي تحددها الحكومة بين العملتين المعدنيتين. وعندما بدأ الندرة تتسبب في الانكماش، كان العمال الريفيون يتلقون رواتب أقل، لكن الحكومة استمرت في الحفاظ على سعر صرف مرتفع نسبيًا بين العملتين.
وفقًا للتقارير التي نشرها حكام المقاطعات في عام 1896، كان سعر الصرف الرسمي بين العملات النقدية المصنوعة من سبائك النحاس والفضة 2200 ون مقابل تيل واحد فقط من الفضة؛ بينما كانوا يتداولوا تيل الفضة في ذلك الوقت في السوق الخاصة مقابل 1600 ون إلى 1700 ون. وقد أدى هذا الخلل إلى تغييرات دائمة في أسعار السلع والخدمات مقارنة بالمعادن الأخرى. تأثر مخزون النقود أيضًا مع استمرار زيادة كمية العملات الفضية المتداولة، في حين كان مخزون العملات النقدية المصنوعة من سبائك النحاس يتناقص بالتأكيد، مما أدى إلى انكماش أكبر في الأسواق القائمة على النحاس.
ونتيجة لذلك، رأت دور سك العملة التي تديرها حكومة أسرة تشينغ دافعًا أقل لإنتاج المزيد من العملات النقدية المصنوعة من سبائك النحاس حيث أصبحت الآن أكثر تكلفة في التصنيع، حيث أصبح استيراد كميات كافية من النحاس لإنتاجها يتطلب المزيد من الفضة. 
ستواصل الحكومة الإمبراطورية محاولة الحفاظ على سعر الصرف الرسمي بين العملات النقدية المصنوعة من سبائك النحاس والفضة، ولكن هذا جعل العملات النقدية المصنوعة من سبائك النحاس "عملة مقومة بأقل من قيمتها الحقيقية" وزاد من تثبيطها عن التداول حيث كان الناس يحتكرون العملات ويطردونها من السوق، مما زاد من ندرتها النسبية مقابل الفضة (كما هو موضح في قانون جريشام). وقد أثر هذا سلبًا بشدة على اقتصاد المناطق الريفية حيث تداولوا العملات النقدية المصنوعة من سبائك النحاس باعتبارها العملة الرئيسية (إن لم تكن الوحيدة) واستخدمت بشكل متكرر في المعاملات اليومية لمعظم (إن لم يكن كل) الناس في هذه المناطق.
لقد كان من الصعب دائمًا على الحكومة الصينية الإمبراطورية تخفيض قيمة العملات النحاسية لجعل إنتاجها أكثر جاذبية. كان السبب في ذلك هو أن العملات المقلدة ستخصم قيمتها في السوق مما يؤدي دائمًا إلى التزييف على نطاق واسع. كان حل هذه المشكلة هو تقديم عملات معدنية جديدة ضربت آليًا والتي إنتجت بواسطة آلات تعمل بالبخار، وهذا من شأنه أن يجعل من الصعب على المزورين إنتاج عملات معدنية مزيفة حيث كانت التكاليف الأولية لشراء الآلات اللازمة للتزوير مرتفعة للغاية ويثبط عزيمة العديد من المزورين المحتملين. سمحت التكنولوجيا الجديدة لحكومة تشينغ بصياغة عملات معدنية عالية الجودة وموحدة ذات حواف آلية. لذلك قدمت التكنولوجيا الجديدة لحكومة أسرة تشينغ طريقة لسك عملات رمزية كافية بتكلفة معقولة دون دعوة المزورين إلى تخفيض قيمة العملات الجديدة بشكل أكبر.
في حين أن التكنولوجيا الجديدة سمحت لحكومة تشينغ بسك كميات كافية من العملات المعدنية المصنوعة من سبائك النحاس بتكلفة معقولة، إلا أن التكنولوجيا الجديدة لم تُطبق في جميع أنحاء الصين في نفس الوقت الذي اعتمدت فيه بعض المقاطعات التكنولوجيا لاحقًا. في البداية، لاقت العملات المعدنية الجديدة التي تم سكها آليًا استحسانًا كبيرًا حيث قدمت، مما ساعد دور سك العملات الأخرى في المقاطعات على تبني التكنولوجيا الجديدة بشكل أسرع.

### عملات معدنية مزيفة ضربت آليًا
بعد فترة وجيزة من طرح هذه العملات النحاسية الجديدة، ظهرت نسخ مزيفة من فئة 10 ون في السوق السوداء، وافتُتحت دور سك غير قانونية في جميع أنحاء الصين وبدأت في إنتاج عملات أكثر مما سمحت به حصص حكومة تشينغ المحددة للتداول في السوق. وسرعان ما بدأ كل من الصينيين والأجانب في إنتاج عملات نقدية مسكوكة ذات جودة رديئة، وغالبًا ما كانت تحمل آثارًا لعملات 5 فن الكورية التي سكت بشكل زائد، أو تحتوي على أحرف ورموز غير موجودة في العملات الرسمية الصادرة عن الحكومة. وغالبًا ما كان رجال الأعمال الكوريون والساموراي اليابانيون السابقون يسكّون هذه العملات المعدنية بحثًا عن الربح من استبدال العملات النحاسية منخفضة القيمة بالدولارات الفضية حيث كانت القوة الشرائية للدولار الفضي الواحد تعادل 1000 فن كوري. تحمل غالبية العملات المزيفة نقشًا يشير إلى أنها سُكّت إما في تشجيانغ أو شاندونغ، لكنها كانت متداولة في جميع أنحاء المناطق الساحلية في الصين.

## عملات نقدية مصنوعة من معادن أخرى

### عملات نقدية حديدية

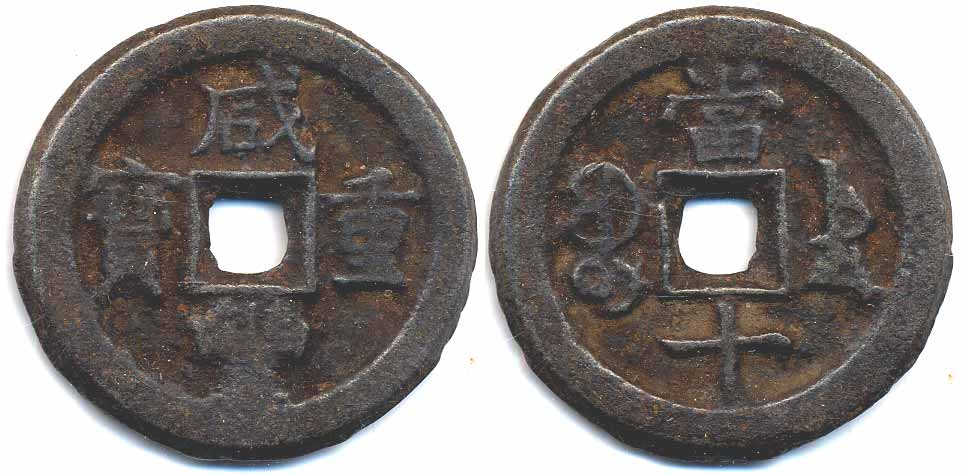
عملة نقدية حديدية من فئة Xianfeng Zhongbao (咸豐重寶) بقيمة 10 ون.

خلال الشهر الثاني من عام 1854، قامت حكومة أسرة تشينغ بتكملة نظام العملات المتدهور بالفعل بعملات نقدية حديدية. كانت القيمة الجوهرية للعملات النقدية الحديدية أقل بكثير من قيمة عملات تشيكيان وداكيان المصنوعة من سبائك النحاس. كان الهدف الذي وضعته الحكومة من تقديم العملات النقدية الحديدية هو توفير التغيير الصغير لسوق كان مطلوبًا بشدة، حيث كان السوق الصيني غارقًا بالفعل في عملات نقدية كبيرة الحجم وكانت عملات Zhiqian 1 wén النقدية (عملات Zhiqian 1 wén النقدية) بحلول هذه المرحلة أصبحت نادرة.
شملت فئات العملات النقدية الحديدية التي طرحت حديثًا 1 ون، و5 ون، و10 ون. بصرف النظر عن تكاليف التصنيع، فإن القيمة الجوهرية لعملة 1 ون النقدية الحديدية تمثل انخفاضًا بنسبة 70% مقارنة بعملة 1 ون تشي تشيان المصنوعة من سبائك النحاس. كان سعر الحديد في السوق في عام 1854 هو 40 ون (بالعملة الصينية تشيتشيان) لكل وحدة. يمكن صب قطعة من الحديد في 133 عملة نقدية حديدية بقيمة 1 ون، أو 66 عملة نقدية حديدية بقيمة 5 ون (والتي سيكون لها إجمالي قيمة اسمية 330 ون)، أو 53 عملة نقدية حديدية بقيمة 10 ون (والتي سيكون لها إجمالي قيمة اسمية 530 ون). إنتجت العملات النقدية الحديدية بسهولة باستخدام خردة الحديد، والتي بلغت تكلفتها في السوق 15 ون لكل قطعة في عام 1854.
في حين أن العملات النقدية الحديدية كانت تُسك في البداية بشكل رئيسي من قبل وزارة الإيرادات ووزارة الأشغال العامة في بكين، إلا أن حكومة أسرة تشينغ أنشأت بعد ذلك دار سك عملات نقدية حديدية محددة، تُعرف باسم مكتب النقد الحديدي (鐵錢局). كما قام مكتب النقد الحديدي بتخزين العملات النقدية الحديدية أيضًا. في حين أن أرقام الإنتاج الفعلية لعملات النقد الحديدية لا تزال غير واضحة بسبب الإدخالات المحدودة عنها في السجلات التي تحتفظ بها خزانة تشينغ، فقد قدر بينج شين وي، بناءً على المعلومات التي جمعها من النصب التذكارية لحكومة تشينغ، أنه كان هناك إنتاج سنوي متوسط قدره 1,808,160 سلسلة من عملات النقد الحديدية بين عامي 1854 و1855 وإنتاج سنوي قدره 1,360,920 سلسلة من عملات النقد الحديدية خلال الأعوام من 1856 حتى 1859.
في يناير من عام 1855، بدأت مقاطعة تشيلي في صب العملات النقدية الحديدية، وكان من المقرر إجراء تجربة صب لمدة عام واحد لتسليم 120 ألف سلسلة من العملات النقدية القياسية لإحضارها إلى بكين. نفذ هذا العمل بعد ذلك بواسطة أحد فروع دار سك العملة الصينية التي تحتوي على 10 أفران والتي كانت تقع خارج الضواحي الغربية لمدينة باودينغ بجوار معبد لينغيو (靈雲宮). في مايو من عام 1857، عدلت أفران النحاس الأربعة الموجودة في دار سك العملة الإقليمية الرئيسية في تشيلي في باودينغ لتصبح أفرانًا لعملات نقدية حديدية وإضيف فرن جديد لعملات نقدية حديدية، وفي الوقت نفسه إضيفت 10 أفران جديدة لإنتاج عملات نقدية حديدية إلى دار سك العملة الفرعية في تشيلي. توقفت دار سك العملة الإقليمية في تشيلي عن إنتاج العملات النقدية الحديدية فئة 10 ون في يونيو 1857.
كان من المقرر أيضًا افتتاح مصانع سك العملات النقدية الحديدية في مدن تيانجين وتشنغدينغ ودامينغ لإنتاج عملات نقدية حديدية بقيمة 1 ون، ولكن تشنغدينغ فقط هي التي أنشأت مصنعًا لعملات نقدية حديدية يحتوي على 10 أفران تعمل. في يوليو من عام 1859 كان هناك إجمالي 35 فرنًا لإنتاج العملات النقدية الحديدية في مدينتي باودينغ وتشنغدينغ وفي ذلك الوقت صب حوالي مليون سلسلة من العملات النقدية الحديدية في كلا الدارين. نظرًا لأن الشعب الصيني لم يكن يستخدم العملات النقدية الحديدية، فقد ورد أنه سيغلق 30 فرنًا في تشنغدينغ (والتي من المفترض أنها تشمل أيضًا أفران فرع مقاطعة تشيلي). في نوفمبر 1859، إغلقت أفران العملات النقدية الحديدية الخمسة المتبقية في باودينغ أيضًا.
كانت وظيفة العملات النقدية الحديدية مماثلة لوظيفة داكيان، حيث استخدمت في المقام الأول كوسيلة لمواصلة دفع رواتب حاملي الرايات وغيرهم من العاملين الحكوميين. وفقًا لمذكرات حكومة تشينغ، استخدمت كميات كبيرة من العملات النقدية الحديدية كوسيلة لدفع الرواتب بين عامي 1856 و1857 بسبب مبرر معروف مفاده أن "الجمهور الصيني كان يتوق إلى العملات الصغيرة". بحلول عام 1856، انخفضت قيمة العملات النقدية الحديدية من فئة 10 ون بشكل كبير لدرجة أنها خرجت من التداول العام. من هذه النقطة فصاعدًا، لم يتبق في التداول العام سوى عملات الحديد 1 النقدية، ومع ذلك، كان من الشائع أن تنكر المتاجر استخدامها كشكل من أشكال الدفع وكان هناك تزوير واسع النطاق لعملات الحديد النقدية، مما أدى إلى انخفاض ثقة الجمهور بها.
لا يوجد سوى إدخال واحد في أرشيف حكومة تشينغ يذكرهم من هذه النقطة، حيث ورد أنه في عام 1856، كان لدى حكومة أسرة تشينغ 431,515.849 سلسلة من العملات النقدية الحديدية مودعة في قبو الخزانة الإمبراطورية. يمكن اعتبار هذا الإدخال بمثابة دليل تكميلي يشير إلى أن العملات النقدية المصنوعة من سبائك النحاس قد اختفت تمامًا تقريبًا في هذا العام أو قبله. سرعان ما أصبحت العملات النقدية الحديدية عديمة القيمة وتعلق سكها في النهاية في عام 1859.

### عملات نقدية من الرصاص
وقد ورد في سجلات سلالة تشينغ أن العملات النقدية الرصاصية قد سكت لفترة وجيزة في عام 1854، على الرغم من أنه يبدو أن هذه العملات النقدية الرصاصية لم تدخل فعليًا إلى السوق الصينية وبالتالي لم يتداولوها.

### عملات نقدية من الزنك
في يوليو 1854، أفاد مشرف على دار سك العملة التابعة لوزارة الإيرادات أن المعادن المختلفة مثل الذهب والفضة والنحاس والحديد والزنك تتشابه عند استخدامها، واعتقد أنه إذا كان من الممكن استبدال النحاس بالحديد، فيمكن استبدال الحديد بالزنك. بدأت دار سك العملة التابعة لوزارة الإيرادات في إجراء تجارب صب عملات نقدية من الزنك، لكنها تسببت في قلق موظفي الدار بشأن حقيقة أن عملات الزنك النقدية هشة للغاية وسهلة الكسر. ثم تقرر صنع عملات نقدية من سبيكة من 80٪ زنك (هش) و20٪ رصاص (لين)، حيث ستكون هذه العملات النقدية المصنوعة من سبائك الزنك أفضل للتداول وستكون أكثر قبولًا لدى الناس. ثم اقترح استبدال الإنتاج الشهري لـ 2 mǎo (卯) من Zhiqian بعملات نقدية من سبائك الزنك لأن دار سك العملة التابعة لوزارة الإيرادات كان لديها مخزون من الزنك، مما يسمح للدار على الفور بتوفير 100000 كاتي من النحاس.

## العملات الفضية
في الأصل، اعتمدت الصين الإمبراطورية على معيار أحادي المعدن باستخدام العملات النقدية البرونزية فقط خلال معظم تاريخها، ولكن التدفق الكبير للفضة، بسبب التجارة الدولية، خلال فترة أسرة مينغ خلق نظامًا ثنائي المعدن في الصين. منذ القرن الثالث قبل الميلاد، كان النحاس هو العملة الرئيسية في معظم أنحاء الصين، ولكن خلال القرنين السادس عشر والسابع عشر الميلاديين، تغير هذا الوضع.
ظلت الفضة عملة التجارة الخارجية للصين لفترة طويلة حتى منتصف ثلاثينيات القرن العشرين. لم تكن الصين خلال معظم فترة حكم أسرة تشينغ دولة منتجة للفضة، واعتمدت إمداداتها من الفضة على الواردات من الخارج. ولم تبدأ دور سك العملة الصينية الإقليمية في إنتاج عملات فضية محلية إلا خلال تسعينيات القرن التاسع عشر.

### وضع الفضة في عهد أسرة تشينغ
خلال معظم فترة حكم أسرة تشينغ، تم تداول الفضة في الصين في شكلين، شكل السيسات الفضية والدولارات الفضية الأجنبية (أساسًا الدولارات الإسبانية من الفلبين الإسبانية). تم استخدام الفضة بشكل أكبر في التجارة بين المناطق، وكانت تستخدم في كثير من الأحيان لدفع ثمن المعاملات الكبيرة، وعلاوة على ذلك لم يتم حسابها حسب الفئة ولكن حسب الوزن. كانت وحدة الوزن الأساسية للفضة هي التيل. على عكس النحاس، لم تكن الفضة تحتكرها الحكومة ولكن سعر الفضة كان يتحدد بواسطة السوق.
استخدم التايل كوحدة حساب وكذلك وحدة وزن، والمفهوم مشابه لمفهوم "الجنيه" و"الجنيه الإسترليني". كانت هناك معايير مختلفة لتحديد وزن التيل، وذلك لأن موازين الوزن كانت تختلف كثيرًا بين المناطق المختلفة في الصين وهيئات حكومة تشينغ. وحدة الوزن "تيل" (兩) تتراوح عادة بين 33.99 و37.50 جرامًا، ولكن عند استخدامها كوحدة حسابية، كان لـ "تيل الفضة" (銀兩) العديد من التعريفات المختلفة التي كانت تستند إلى نقاء ودقة الفضة التي توزن. على سبيل المثال، تايل الخزانة (Kuping liang أو Kuping tael) هو المعيار للضرائب، وتايل الجمارك البحرية (Haiguan liang أو Haikwan tael) هو المعيار المستخدم في خدمة الجمارك البحرية، وتايل السوق (Shiping liang) هو المعيار المستخدم في السوق في بكين.
على عكس الطريقة التي كان ينظم بها العرض والطلب على النحاس من خلال القنوات الحكومية، كان العرض والطلب على الفضة يتحددان من خلال السوق فقط. كان الإنتاج المحلي للفضة في الصين منخفضًا بشكل عام، وكانت الفضة في الصين تأتي في الغالب من إيدو اليابان وبعد ذلك من الأمريكتين، بشكل رئيسي من خلال التجارة الدولية مع التجار الأجانب.
يشبه وضع الفضة في الصين في عهد تشينغ وضع إنجلترا في العصور الوسطى. لم تكن مملكة إنجلترا تُنتج كميات كبيرة من الفضة بنفسها، ولذلك ارتبط سكها ارتباطًا وثيقًا بتجارتها الخارجية والدولية. لم يكن الملوك، سواءً في الإمبراطورية الصينية أو في مملكة إنجلترا، يمتلكون مخزون الفضة المحلي. ولكن على عكس التاج الإنجليزي، الذي أنشأ دور سك ملكية في إنجلترا لسك سبائك الفضة على شكل عملات معدنية بقيمة اسمية (أو اسمية)، سمح الإمبراطور الصيني بتداول سبائك الفضة فقط بأشكال مختلفة في جميع أنحاء إمبراطوريته. لم تُوفر حكومة سلالة تشينغ سوى الوحدة القياسية (المعروفة باسم تايل كوبينغ) التي يجب صهر سبيكة الفضة فيها، والتي تطورت بدورها إلى واحدة من العديد من "التايل" المختلفة التي كانت تُستخدم لتداول سبائك الفضة.
نظرًا لأن القوة الشرائية لسبائك الفضة كانت أعلى بكثير من القوة الشرائية لعملات سبائك النحاس النقدية، فقد استخدمت الفضة في المقام الأول للمعاملات الأكبر والتجارة لمسافات طويلة بالإضافة إلى التجارة الدولية، في حين لم تعتبر العملات النقدية المصنوعة من سبائك النحاس بمثابة عملة فرعية: كانت العملة للمعاملات اليومية والأصغر وكان النحاس العملة الوحيدة في المناطق الريفية في الصين خلال فترة أسرة تشينغ. كما تمتعت الفضة بمكانة خاصة لأنها كانت أيضًا الشكل الرئيسي للعملة التي استخدمت لدفع الضرائب والنفقات الحكومية.
وبسبب هذا، حاولت حكومة أسرة تشينغ تحديد سعر ثابت لتبادل العملات النقدية المصنوعة من سبائك النحاس وسبائك الفضة. خلال أغلب فترة حكم أسرة تشينغ، حافظوا على النسبة الرسمية بين العملات النقدية الفضية (بالتيل) والعملات النقدية المصنوعة من سبائك النحاس (بالون) عند 1:1000. تعدلت النسبة لاحقًا إلى 1:2000 خلال أربعينيات القرن التاسع عشر، بسبب ارتفاع سعر الفضة.
لم يطبق سعر الصرف الرسمي النظري هذا عمليًا من قبل أي مؤسسة حكومية لأنه نظرًا لأن الحكومة الإمبراطورية لم تسك أي فضة، فلم يكن لديها سيطرة على كيفية تداول الفضة في السوق. نظرًا لأن تدفق الفضة كان يعتمد في المقام الأول على التجارة الخارجية ودخول الفضة إلى الصين وخروجها منها بأعداد كبيرة، فقد تغير سعر الصرف السوقي بين الفضة والنحاس بشكل كبير بمرور الوقت وكان يميل إلى التقلب، علاوة على ذلك كان سعر الصرف هذا يختلف أيضًا من منطقة إلى أخرى. تطورت الخدمات المتخصصة في صرافة العملات، والمعروفة باسم الصرافين، في نظام العملة هذا، وكان التبادل يجري عادةً في المراكز التجارية والموانئ التجارية حيث كانت تقوم عمليات تجارية مختلفة بشكل متكرر.
يُطلق أحيانًا على نظام العملة في الصين خلال عهد أسرة تشينغ اسم "نظام ثنائي المعدن المتوازي"، لتمييزه عن النموذج التقليدي لنظام ثنائي المعدن. ويُطلق مصطلح "نظام ثنائي المعدن المتوازي" على هذا النظام لأنه كان أقرب إلى تعايش "نظامين نقديين، كل منهما يستخدم معدنًا مختلفًا" منه إلى نظام ثنائي المعدن فعليًا. وعلى عكس نظام ثنائي المعدن الحقيقي في دول أخرى، لم تكن نسبة الصرف الفعلية بين العملتين المعدنيتين المختلفتين ثابتة؛ بل كانت تميل إلى التغير باختلاف الزمان والمكان.

### أنتجت الحكومة الإمبراطورية عملات فضية
أنتجت الحكومة عملات فضية خلال عهد تشيان لونغ
ومن المعروف أنه خلال عهد الإمبراطور تشيان لونغ إنتجت عملات فضية تذكارية تحمل صورة بانشن لاما التبتي.
أنتجت الحكومة عملات فضية خلال عصر داوجوانج
خلال عهد الإمبراطور داوغوانغ، جرت عدة محاولات في الصين لإنتاج العملات الفضية المدعومة من الحكومة محليًا، وكانت أولى هذه المحاولات في عام 1821. من المعروف أن العملات الفضية الصينية التي ضربت آليًا إنتجت لأول مرة في عام 1822، بواسطة دار سك العملة الحديثة في جيلين (吉林機器局). كانت هذه العملات الفضية المبكرة المضروبة تُعرف باسم تشانغبينغليانغ (廠平兩، والتي تعني حرفيًا "تيل المصنع") وكانت قيمتها تيل واحد فقط. لم تصنع هذه العملات الفضية من نوع Changpingliang بأعداد كبيرة وبالتالي فهي نادرة جدًا اليوم.
نماذج أخرى من العملات الفضية الحديثة، والتي تعرف باسم بان (板)، والتي كان من المعروف أنها أُنتجت في مدن غوانجو، وفوزهو، وهانغتشو، وسوجو ، وووشي، وجيانغشي. تُعرف نماذج العملات الفضية المطحونة المنتجة في ووشي باسم شيبان (錫板) وتُعرف تلك المنتجة في جيانغشي باسم توبان (土板). كانت هناك أيضًا نماذج تُعرف باسم Wuzhuang (吳莊) و Xingzhuang (行莊).
كانت هناك محاولة مبكرة أخرى لإنشاء عملة فضية صينية من إنتاج الحكومة المحلية من قبل لين زيكسو، حيث أنشأ نظامًا من العملات الفضية يُعرف باسم ينبينغ (銀餅، وتعني حرفيًا "كعكات الفضة") والتي كان وزنها القياسي 0.72 تايل، ولكن تم رفض ينبينغ في النهاية من قبل سوق جيانغسو.
أقدم العملات الفضية الحديثة الباقية من عهد أسرة تشينغ صنعت في مدينة تشانغتاي، فوجيان. هناك نوعان من عملات تشانغتاي الفضية الحديثة، أحدهما يتميز بصورة، تتكون هذه الصورة إما من شوشينغ، إله طول العمر، أو زوج من صولجانات رويي المتقاطعة، أو زوج من فرش الكتابة المتقاطعة، والتي تُعرف باسم بيباو (筆寶).
النوع الآخر المعروف من عملات تشانغتاي الفضية كان يتميز بكل من الزخارف والنقوش، وكان النوع الأول من هذه العملات الفضية المنقوشة يتميز بالنقوش Daoguang Nian Zhu (道光年鑄) و Zuwen Yinbing (足紋銀餅)، والإشارة إلى قيمة العملة، وهي نقش Kuping Qi-Er (庫平柒弍، "0.72 Kuping tael"). كان الجانب الخلفي من هذه العملات المعدنية يحمل حاملًا ثلاثي القوائم مع نقش باللغة المانشو يشير إلى دار سك العملة التي إنتجت فيها. كانت العملات المعدنية الخالية من الصور منقوشة بالأحرف الصينية "جون شيانغ" (軍餉)، وكان هذا النقش بمثابة إشارة واضحة إلى الطريقة التي استخدمتها حكومة أسرة تشينغ لإلقاء الأموال في الأسواق المحلية الصينية. كانت الزخارف على النوع الثاني من العملات الفضية في الغالب تقليدًا للزخارف التي صورت على العملات الأجنبية المختلفة التي تداولوها في المنطقة في ذلك الوقت، ولكن في بعض الأحيان كانت هذه الزخارف مجرد دمج للأحرف الصينية، مثل جينشن (謹慎، "باحترام").
إدخلت هذه العملات الفضية إلى التداول العام من خلال رواتب العسكريين (جونشيانغ)، وعلى عكس المحاولات السابقة قبلت في سوق جيانغسو المحلي. لا يزال التاريخ الدقيق لإنتاج هذه العملات الفضية الحديثة في جنوب شرق الصين غير واضح اليوم، ولكن من المؤكد أنها لم تُنتج قبل القرن التاسع عشر.
أنتجت الحكومة عملات فضية خلال عصر شيانفينج
خلال فترة شيان فنغ، لم تصدر الحكومة عملاتها الفضية الخاصة، ولكنها أصدرت سلسلة من الأوراق النقدية التي كانت تساوي اسميًا الفضة من حيث الوزن (تيل).
أنتجت الحكومة عملات فضية خلال عصر قوانغشو
قبل أن يتوحد 1 تايل عند 50 غرامًا من قبل حكومة جمهورية الصين الشعبية في عام 1959، كان وزن "التايل" يختلف بشكل كبير من مقاطعة إلى أخرى، حيث أكدت حكومة تشينغ أن 1 تايل يساوي 37.5 غرامًا وكان يُشار إلى هذا القياس باسم تايل كوبينغ (庫平两)، ووفقًا للمعايير الرسمية لحكومة تشينغ فإن 1 تايل كوبينغ = 10 ميس = 100 كاندارين. في عهد الإمبراطور جوانجشو، سكت العديد من عملات كوبينغ تايل في تيانجين من عام 1903 حتى عام 1907، وكانت تُستخدم في الغالب كراتب للجنود. وعلى الرغم من محاولات الحكومة المركزية لتوحيد المعايير، ظلت العملة الإقليمية هي المعيار الفعلي في جميع أنحاء الصين.
منذ سبعينيات القرن التاسع عشر، استُخدمت الفضة كعملة رسمية في الصين في عهد أسرة تشينغ، وسلعة في السوق الدولية، ولهذا السبب اعتُبر السعر الدولي للفضة مؤشرًا على سعر الصرف الدولي للعملة الصينية. عندما شهد السعر العالمي للفضة تقلبات كبيرة، جعل سعر الصرف غير المستقر للعملة الصينية تحديد الأسعار في السوق الصينية أقل قابلية للتنبؤ، وبالتالي فإن التقلب في أسعار الفضة في ذلك الوقت قد ثبط التجارة.
في عام 1903 أصدرت الحكومة الصينية الإمبراطورية مرسومًا كان يهدف إلى توحيد العملات الفضية الصينية المتداولة، ولكن في الواقع لم يتنفذ هذا المرسوم الحكومي أبدًا. من المحتمل أن أعلى مستوى من العملات الصينية الأصلية المنتجة في عهد تشينغ تحقق من خلال العملات الذهبية والفضية والنحاسية المنتجة في مدينة تيانجين بين عامي 1906 و1907.
أنتجت الحكومة عملات فضية خلال عصر شوانتونغ
ولم تقرر حكومة تشينغ إصدار عملة وطنية موحدة تنتج في ووتشانغ ونانجينغ إلا في عام 1910. أصدرت حكومة أسرة تشينغ عددًا من اللوائح الجديدة التي من شأنها إنشاء نظام عملة فضية وطني موحد.
في عهد الإمبراطور شوانتونغ، جرت محاولة أخرى لتوحيد عملات سلالة تشينغ الفضية عام 1911 (شوانتونغ 3)، حيث سُكّت كميات كبيرة من "دولارات التنين" التي تحمل نقش "壹圓" (ييوان)، وكانت هذه العملات الوحيدة من سلالة تشينغ التي تحمل هذا النقش، كما حملت نقشًا إنجليزيًا "دولار واحد". سُكّت جميع هذه العملات في دار سك العملة المركزية في تيانجين.
كانت العملة تسمى يوان (圓 أو 元، وتعني في هذا السياق "دولار") وكان وزنها القياسي 0.72 تايل. وقد نقش عليها عبارة "عملة تشينغ الفضية العظيمة" (大清銀幣) وطرحت في السوق الصينية في أكتوبر من عام 1910.
بعد سقوط أسرة تشينغ، إلغيت العملات النقدية في عام 1933 والعملات الفضية لسلالة تشينغ في عام 1935 حيث استبدلت بالعملة الورقية.

### عملات فضية إقليمية وخاصة

#### دولارات الربيع من يونان عام 1910
في عام 1910، أصدرت حكومة مقاطعة يونان عملة دولار التنين الصيني المعروفة باسم "دولار ربيع يونان"، وقد صدرت العملة بعد أن سنت حكومة أسرة تشينغ "لوائح العملة" ( (بالصينية التقليدية: 幣制則例؛ بالصينية المبسطة: 币制则例؛ البينيين: bì zhì zé lì)) في 15 أبريل 1910. كانت حكومة يونان قد أخذت بسرعة قوالب العملات التي كانت تستخدمها لصنع العملات الفضية التي أصدرتها في عام 1909، ثم قامت بنقش هذه العملات الجديدة مع نقش إضافي في الأعلى ينص على "صنع في مقاطعة يونان في ربيع عام جينجشو (1910)" ( (بالصينية التقليدية: 庚戌春季雲南造؛ بالصينية المبسطة: 庚戌春季云南造؛ البينيين: gēng xū chūn jì yún nán zào)). هذه هي العملة الوحيدة في تاريخ العملات الصينية التي تتضمن موسمًا من السنة كجزء من التاريخ. وقد جرى ذلك لأنه وفقًا للتقويم الصيني التقليدي الذي كان قيد الاستخدام في ذلك الوقت، كان "الربيع" وقتًا يشير إلى الأشهر الثلاثة الأولى من العام، يناير وفبراير ومارس. يحتوي مركز الوجه الأمامي للدولار الربيعي في يونان على نقش "Xuantong Yuanbao" (宣統元寶)، بينما يحتوي في الجزء السفلي على فئة العملة المعدنية "Kuping Qi Qian Er Fen" ( (بالصينية التقليدية: 庫平七錢二分؛ بالصينية المبسطة: 库平七钱二分؛ البينيين: kù píng qī qián èr fēn)، "معيار الخزانة 7 صولجان و 2 كاندارين"). يحتوي الجانب الخلفي من العملة المعدنية على تنين بارز. تعمدت دار سك العملة في يونان كتابة أن العملة صدرت في "ربيع عام 1910"، لأن اللوائح الجديدة التي وضعتها الحكومة الإمبراطورية لن تدخل حيز التنفيذ حتى أبريل/نيسان 1910. ولكن سرعان ما اكتشفت الحكومة الصينية الإمبراطورية الخطة في دار سك العملة في يونان، وأمرت على الفور بسحب كل هذه العملات الجديدة من "الدولار الربيعي" وإذابتها في وقت لاحق. في عام 1920، خلال العصر الجمهوري المبكر، اكتشف أن عددًا صغيرًا للغاية من هذه العملات المعدنية نجا من التدمير، وهذه العينات الباقية التي تُعرف الآن باسم "دولارات يونان الربيعية" من قبل علماء العملات الصينيين وجامعي العملات. من المعروف أن هناك عينتين أصليتين فقط من هذه العملة، مما يجعلها من أندر العملات المعدنية في الصين.
- في أبريل من عام 2002، بيع أول "دولار يونان الربيعي" الأصلي الذي ظهر في مزاد علني في بكين، في مزاد هوا تشين.[45]
- في عام 2007، أعيد بيع نفس "دولار يونان الربيعي" المذكور أعلاه في مزاد تشنغ شوان في بكين حيث بيعت العملة مقابل 3,192,000 ين (468,000 دولار أمريكي).[45]
- في أغسطس من عام 2010، بيع نفس "دولار يونان الربيعي" المذكور أعلاه في مزاد في هونغ كونغ بواسطة مايكل تشو، من دار Champion للمزادات في هونغ كونغ مقابل 1,035,000 دولار.

#### الإنتاج الخاص للعملات الفضية

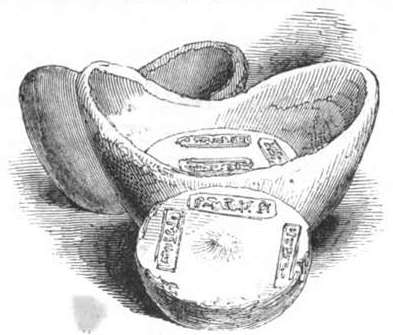
رسم توضيحي لأوزان مختلفة من العملات الفضية المنتجة بشكل خاص.

على الرغم من أن الفضة كانت تشكل النصف الآخر من النظام الثنائي المعدني لعملة سلالة تشينغ، إلا أنها لم تنتج رسميًا من قبل الحكومة حتى الفترة الأخيرة من السلالة حيث كانت العملات الفضية تعتمد على العملات الأجنبية المتداولة بالفعل في الصين. استخدمتها دفاتر الحكومة كوحدة حساب، على وجه الخصوص استخدم كوبينغ تايل (庫平兩) لهذا الغرض. طوال معظم تاريخها، كان إنتاج الفضة وقياساتها في أيدي السوق الخاصة التي تعاملت حصريًا مع الإنتاج الحصري للعملة الفضية، و إنتجت أكبر كمية من سبائك الفضة في الصين بواسطة صائغي الفضة الخاصين (銀樓) في أفران احترافية (銀爐)، ولم يصدر سوى كمية صغيرة جدًا من سبائك الفضة من قبل البنوك المملوكة للحكومة خلال أواخر القرن التاسع عشر. في حين كان للمحللين والصيارفة السيطرة على أسعار الصرف، لهذا السبب لم يكن هناك نظام موحد للعملة الفضية في الصين، بل كانت هناك سلسلة من أنواع مختلفة من سبائك الفضة التي كانت تستخدم في أسواق مختلفة في جميع أنحاء البلاد. كان الشكل الأكثر شيوعًا لسبائك الفضة (元寶 أو 寶銀) في الصين هو "سبائك حوافر الخيول" (馬蹄銀) ويمكن أن يصل وزنها إلى خمسين تايل، وكان هناك أيضًا "سبائك متوسطة الحجم" (中錠) والتي تزن عادةً حوالي 10 تايل، و"سبائك صغيرة الحجم" (小錠) التي يتراوح وزنها بين واحد وخمسة تايل، و"فتات الفضة" (碎銀 أو 銀子). إرسلت جميع السبائك المصبوبة حديثًا إلى خبراء رسميين (公估局) حيث وضعت علامة على وزنها ودقتها باستخدام فرشاة. ومع ذلك، كانت هذه التحديدات صالحة فقط في السوق المحلية ولم تكن تُعاد تقييم سبائك الفضة في أي مكان آخر بشكل مستمر، وهو العمل اليومي الذي يقوم به صرافو العملات الصينيون. في الواقع، وزنت سبائك الفضة في كل معاملة على حدة.

### الأوزان والمعايير
المصطلح الإنجليزي الأكثر استخدامًا لوصف سبائك الفضة الصينية هو "sycee" (細絲)، والذي يأتي من مصطلح كانتوني يعني "الوزن الجيد" حيث يمثل "الوزن" (絲، sī) 0.00001 تايل. ومع ذلك، كان هناك عدد كبير من المصطلحات والأسماء الإقليمية لهذه السبائك الفضية في جميع أنحاء الصين، وتشمل هذه الأسماء:
| اسم         | الصينية التقليدية | الصينية المبسطة | منطقة                     | صورة لسلسلة منتجة إقليميًا |
| ----------- | ----------------- | --------------- | ------------------------- | ------------------------- |
| يوانسي      | 絲                | نعم             | جنوب جيانغسو وتشجيانغ .   |                           |
| يانشي       | 鹽撤              | جيد             | جيانغشي ، وهوبي، وهونان . |                           |
| شيكاو شويسي | 西鏪水絲          | 西鏪水丝        | شاندونغ .                 |                           |
| توكاو       | شكرا جزيلا        | شكرا جزيلا      | سيتشوان .                 |                           |
| ليوكاو      | 柳鏪              | 柳鏪            | سيتشوان.                  |                           |
| هويكسيانج   | جيد               | جيد             | سيتشوان.                  |                           |
| يوانكاو     | شكرا جزيلا        | شكرا جزيلا      | شنشي وقانسو .             |                           |
| بيليو       | شكرا              | شكرا            | قوانغشي .                 |                           |
| شيكاو       | 石鏪              | 石鏪            | يونان .                   |                           |
| تشاهوا      | 茶花              | 茶花            | يونان.                    |                           |

من بين الأسماء الإقليمية المذكورة أعلاه، كانت التسميات الأخرى لـ sycees هي Qingsi (青絲)، Baisi (白絲)، Danqing (單傾)، Shuangqing (雙傾)، Fangcao (方鏪)، وChangcao (長鏪) من بين عدة أسماء أخرى.
بصرف النظر عن العدد الكبير من أسماء الأنظمة الموجودة في الصين، كان هناك أيضًا مجموعة كبيرة من معايير الوزن المختلفة للتايل والتي كانت مختلفة من سوق إلى آخر. كان أحد المتغيرات الأكبر للتايل هو تايل كوبينغ (庫平兩) الذي استخدمته وزارة الإيرادات الصينية لكل من قياسات الوزن وكذلك وحدة حساب تستخدم أثناء تحصيل الضرائب. في عام 1858، قدمت ضريبة تجارية جديدة استخدمت تايل الجمارك البحرية (海關兩) كوحدة حساب، وفي الوقت نفسه في قوانغدونغ، استخدم تايل كانتون (廣平兩) عند التجارة مع التجار الأجانب. كانت وحدة حساب أخرى قد استخدمت هي تايل جزية الحبوب (漕平兩) والتي استخدمت لقياس وحساب الجزية التي تلقتها الحكومة الصينية الإمبراطورية في الحبوب.

## علامات سك النقود

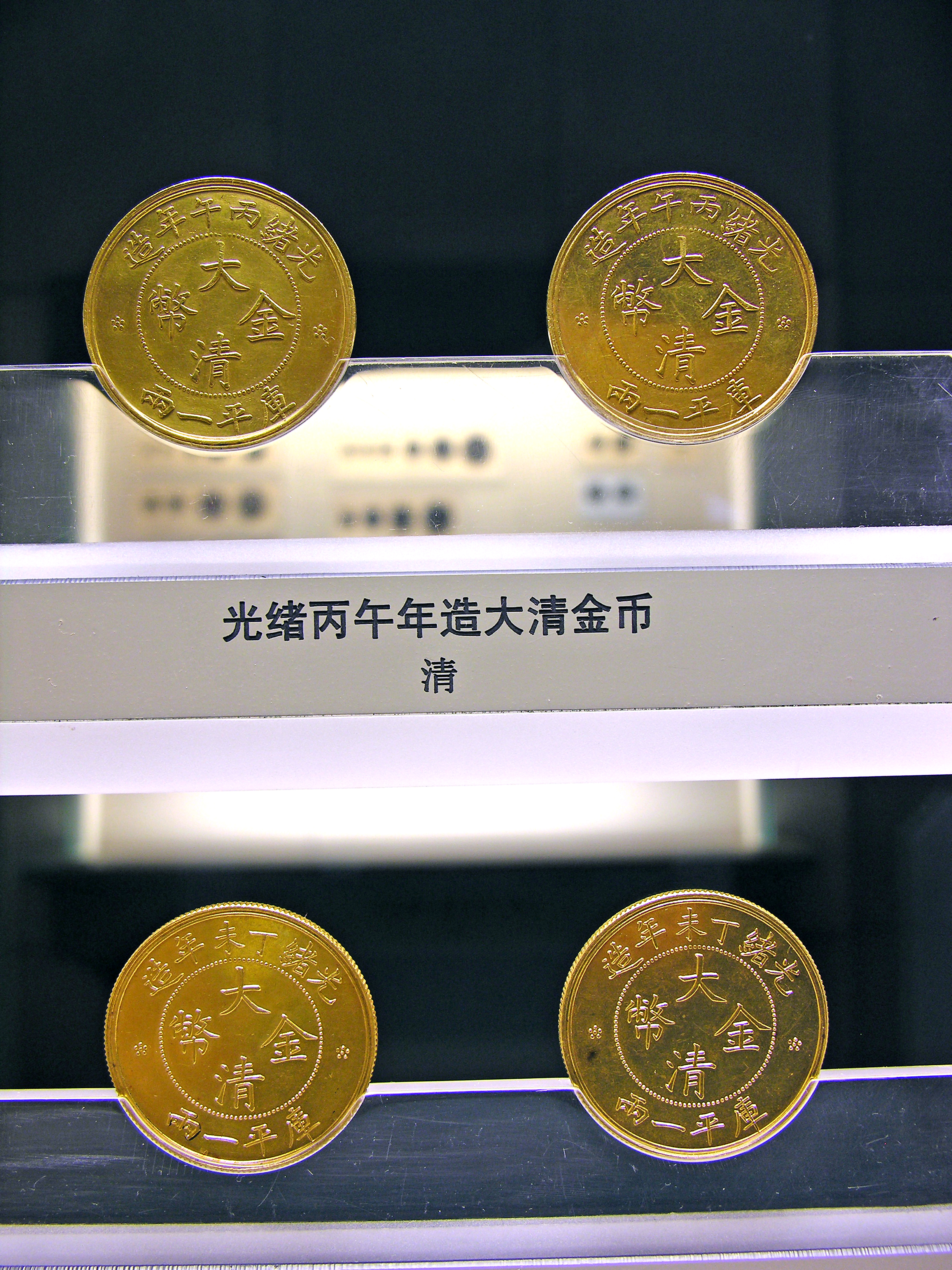
عملة ذهبية من فئة 1 تيل من سلالة تشينغ العظيمة (大清金幣) إنتجت في عهد الإمبراطور قوانغشو.

في المجموع كان هناك أكثر من 50 دار سك محلية قد أنشئت، كل منها تحمل علامات سك فريدة خاصة بها، ومع ذلك فإن العديد من هذه الدور عملت لفترة وجيزة فقط قبل التوقف عن صب العملات النقدية، ويمكن تصنيف علامات السك على عملات أسرة تشينغ إلى 7 فئات رئيسية بناءً على النصوص الموجودة على الوجهين الخلفيين للعملات المعدنية: 1) تحتوي فقط على علامات سك نص مانشو؛ 2) تحتوي فقط على علامات سك بالخط الصيني مع وزن العملة باللي؛ 3) تحتوي على علامات سك بالخط المانشو والصيني؛ 4) تحتوي فقط على حرف صيني واحد يشير إلى السك في الجزء العلوي من الجانب الخلفي؛ 5) تحتوي فقط على الحرف "一" (1) على الاحتياطي 6) تحتوي على كل من النصوص المانشو والصينية معًا على الجانبين الأيمن والأيسر من العملة، بالإضافة إلى فئة الفئة في الأعلى والأسفل، و7) تحتوي على النص الصيني والمانشو والخط العربي معًا على الجانب الخلفي من العملة.

### علامات سك المانشو
من عام 1653 حتى عام 1657، سك نوع آخر من العملات النقدية في نفس الوقت مع السلسلة المذكورة أعلاه، ولكن هذه العملات احتوت على نقش إضافي "一厘" (يساوي لي واحد من الفضة) على ظهرها. سكت عمومًا في نفس دور سك العملات النقدية المذكورة أعلاه ولكن لم تسك في حامية يانسوي بمقاطعة شانشي وحامية جينغزو بينما فتح دار سك أخرى في جينان بشاندونج لهذه العملات، حيث تحمل العملات المعدنية المصبوبة هناك علامة "東". بالإضافة إلى ذلك، كانت هناك أيضًا عملات معدنية مصبوبة بدون علامة سك تحتوي فقط على الحرف "一" (1) على احتياطياتها مما يشير إلى قيمتها في Ií.
بين عامي 1660 و1661، صُنعت عملات نقدية تحمل علامتي دار سك العملة: المانشو (على اليسار) والصينية (على اليمين). أنتجت دور سك العملة التالية هذه العملات:
| علامة سك النقود (الصينية التقليدية) | علامة سك النقود (الصينية المبسطة) | مكتب الإصدار            | صورة |
| ----------------------------------- | --------------------------------- | ----------------------- | ---- |
| 陝                                  | 陕                                | شيآن، شنشي              |      |
| هنا                                 | 临                                | حامية لينتشينغ، شاندونغ |      |
| 宣                                  | 宣                                | حامية شوانهوا, تشيلي    |      |
| 薊                                  | 蓟                                | حامية جيتشو , تشيلي     |      |
| 原                                  | 原                                | تاييوان، شانشي          |      |
| 同                                  | 同                                | حامية داتونغ، شانشي     |      |
| 河                                  | 河                                | كايفنغ، هنان            |      |
| 昌                                  | 昌                                | ووتشانغ، هوبي           |      |
| نعم                                 | 宁                                | جيانغنينغ، جيانغسو      |      |
| 寧                                  | 宁                                | نينغبو ، تشجيانغ        |      |
| 江                                  | 江                                | نانتشانغ، جيانغشي       |      |
| 浙                                  | 浙                                | هانغتشو، تشجيانغ        |      |
| 東                                  | 东                                | جينان ، شاندونغ         |      |

في عهد الإمبراطور كانغ شي، كانت العملات المعدنية تحمل نقوشًا عكسية باللغة المانشو فقط، كما صبت نقوش عكسية باللغة المانشو والصينية. كانت عملات الإمبراطور كانغ شي أيضًا الأساس لعملات أباطرة يونغ تشنغ، وتشيان لونغ، وجيا تشينغ.
في عهد الإمبراطور كانغ شي، إنتجت العملات المعدنية في هذه الدور:
| علامة سك النقود (الصينية التقليدية) | علامة سك النقود (الصينية المبسطة) | مكتب الإصدار               | الصورة |
| ----------------------------------- | --------------------------------- | -------------------------- | ------ |
| 同                                  | 同                                | Datong garrison, Shanxi    |        |
| 福                                  | 福                                | Fuzhou, Fujian             |        |
| 臨                                  | 临                                | Linqing garrison, Shandong |        |
| 東                                  | 东                                | Jinan, Shandong            |        |
| 江                                  | 江                                | Nanchang, Jiangxi          |        |
| 宣                                  | 宣                                | Xuanhua garrison, Zhili    |        |
| 原                                  | 原                                | Taiyuan, Shanxi            |        |
| 蘇                                  | 苏                                | Suzhou, Jiangsu            |        |
| 薊                                  | 蓟                                | Jizhou garrison, Zhili     |        |
| 昌                                  | 昌                                | Wuchang, Hubei             |        |
| 甯                                  | 宁                                | Jiangning, Jiangsu         |        |
| 河                                  | 河                                | Kaifeng, Henan             |        |
| 南                                  | 南                                | Changsha, Hunan            |        |
| 廣                                  | 广                                | Guangzhou, Guangdong       |        |
| 浙                                  | 浙                                | Hangzhou, Zhejiang         |        |
| 臺                                  | 台                                | Taiwan                     |        |
| 桂                                  | 桂                                | Guilin, Guangxi            |        |
| 陝                                  | 陕                                | Xi'an, Shaanxi             |        |
| 雲                                  | 云                                | Yunnan                     |        |
| 漳                                  | 漳                                | Zhangzhou, Fujian          |        |
| 鞏                                  | 巩                                | Gongchang, Gansu           |        |
| 西                                  | 西                                | Shanxi provincial mint     |        |
| 寧                                  | 宁                                | Ningbo, Zhejiang           |        |

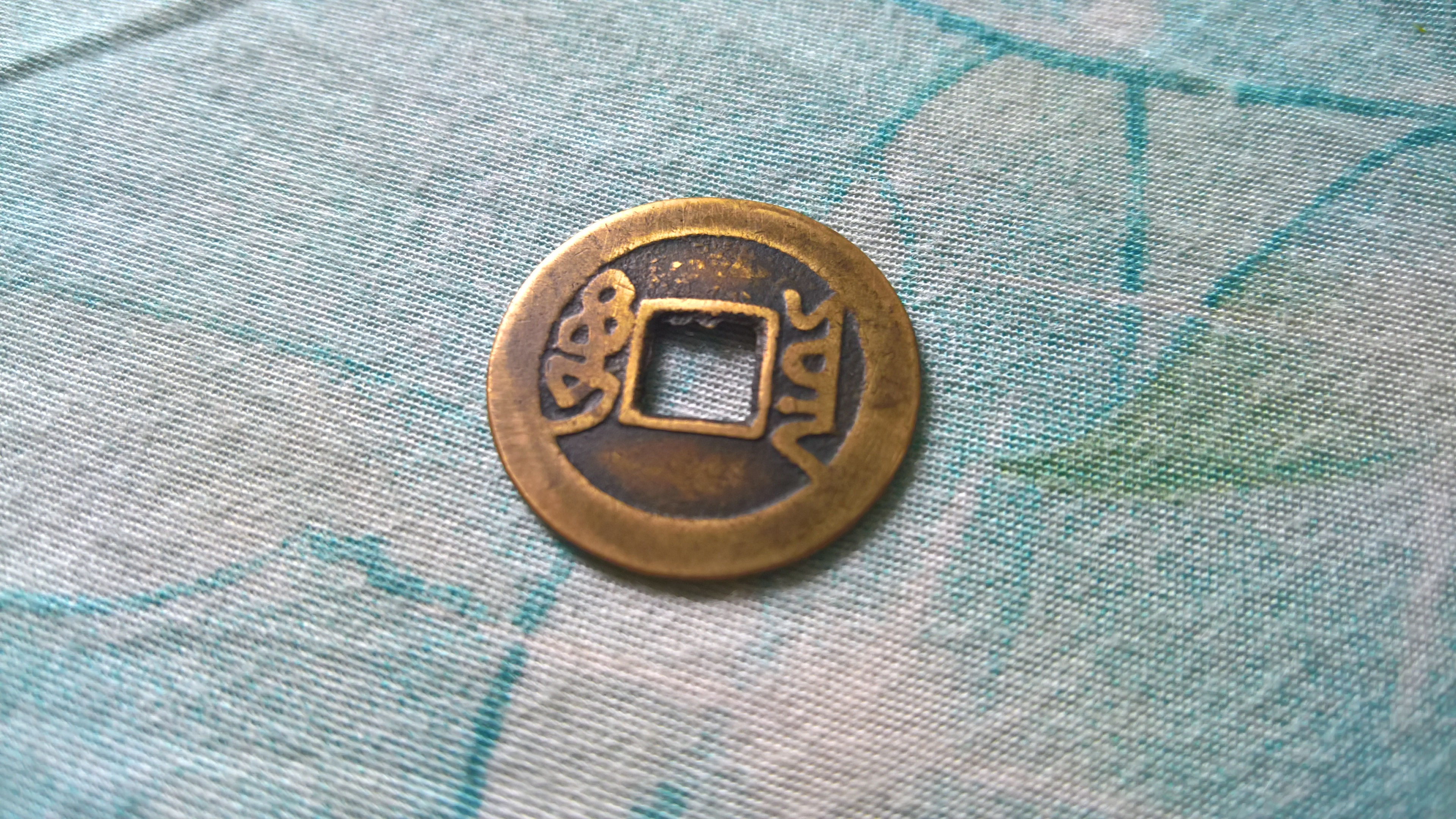
علامة سك النقود على عملة Xuān Tƒng Tōng BƎo (宣統通寶) تشير إلى أنها قد صبت في كونمينغ، يونان.

قدمت سلسلة أخرى من العملات النقدية البرونزية بخط مانشو على الوجهين الخلفيين للعملة من عام 1657، واحتوت العديد من دور السك على كلمة مانشوᠪᠣᠣ (Boo) على اليسار، وهو ما يعني باللغة المانشو "寶" (تشير إلى "الكنز" أو "العملة") على الجانب الأمامي من هذه العملات المعدنية. على يمينهم غالبًا ما تظهر كلمة تشير إلى الجهة المصدرة للعملة. إن العملات المعدنية التي تعود إلى عهد أسرة تشينغ والتي تحمل علامات دار سك النقود المانشو الحصرية هي النوع الأكثر إنتاجًا على الإطلاق. كانت العملات النقدية ذات الفئات الكبيرة للإمبراطور شيان فنغ تحمل علامات سك مانشو على الجانبين الأيسر والأيمن من الجانب الخلفي، وقيمة العملة في الأعلى والأسفل. استمر سك العملات المعدنية التي تحمل نقوشًا حصرية باللغة المانشو حتى نهاية عهد أسرة تشينغ.
علامات سك المانشو هي:
| علامة سك النقود                                             | موليندورف                                       | مكان سك النقود                                   | المقاطعة                            | وقت في سك النقود              | الصورة |
| ----------------------------------------------------------- | ----------------------------------------------- | ------------------------------------------------ | ----------------------------------- | ----------------------------- | ------ |
| المانشووية: ᠪᠣᠣ ᠴᡳᠣᠸᠠᠨ                                      | Boo Ciowan                                      | Ministry of Revenue (hùbù, 戶部), Beijing        | Zhili                               | 1644–1911                     |        |
| المانشووية: ᠪᠣᠣ ᠶᡠᠸᠠᠨ                                       | Boo Yuwan                                       | Ministry of Public Works (gōngbù, 工部), Beijing | Zhili                               | 1644–1908                     |        |
| المانشووية: ᠰᡳᡠᠸᠠᠨ                                          | Siowan                                          | Xuanfu                                           | Zhili                               | 1644–1671                     |        |
| المانشووية: ᠪᠣᠣ ᠰᠠᠨ                                         | Boo San                                         | Xi'an                                            | Shaanxi                             | 1644–1908                     |        |
| المانشووية: ᠯᡳᠨ                                             | Lin                                             | Linqing                                          | Shandong                            | 1645–1675                     |        |
| المانشووية: ᡤᡳ                                              | Gi                                              | Jizhou (蓟)                                      | Zhili                               | 1645–1671 1854                |        |
| المانشووية: ᠪᠣᠣ ᡷᡳ                                          | Boo Zhi                                         | Baoding                                          | Zhili                               | 1747–1899                     |        |
| المانشووية: ᡨᡠᠩ                                             | Tung                                            | Datong                                           | Shanxi                              | 1645–1649 1656–1674           |        |
| المانشووية: ᠶᡠᠸᠠᠨ(1645–1729) ᠪᠣᠣ ᠵᡳᠨ (1729–1908)            | Yuwan (1645–1729) Boo Jin (1729–1908)           | Taiyuan                                          | Shanxi                              | 1645–1908                     |        |
| المانشووية: ᠶᡡᠨ                                             | Yūn                                             | Miyun                                            | Zhili                               | 1645–1671                     |        |
| المانشووية: ᠴᠠᠩ(1646–1729) ᠪᠣᠣ ᡠ (1729–1908)                | Cang (1646–1729) Boo U (1729–1908)              | Wuchang، Wuhan                                   | Hubei                               | 1646–1908                     |        |
| المانشووية: ᠪᠣᠣ ᡥᠣ                                          | Boo Ho                                          | Kaifeng                                          | Henan                               | 1647 1729–1731 1854–1908      |        |
| المانشووية: ᠪᠣᠣ ᡶᡠᠩ                                         | Boo Fung                                        | Fengtian                                         | Fengtian                            | 1647–1648 1880–1908           |        |
| المانشووية: ᠪᠣᠣ ᠴᠠᠩ (1647–1729) ᡤᡳᠶᠠᠩ (1729–1908)           | Boo Chang (1647–1729) Giyang (1729–1908)        | Nanchang                                         | Jiangxi                             | 1647–1908                     |        |
| المانشووية: ᠨᡳᠩ                                             | Ning                                            | Jiangning                                        | Jiangsu                             | 1648–1731                     |        |
| المانشووية: ᠪᠣᠣ ᡶᡠ                                          | Boo Fu                                          | Fuzhou                                           | Fujian                              | 1649–1908                     |        |
| المانشووية: ᠪᠣᠣ ᠵᡝ                                          | Boo Je                                          | Hangzhou                                         | Zhejiang                            | 1649–1908                     |        |
| المانشووية: ᡩᡠᠩ (1649–1729; 1887–1908) ᠪᠣᠣ ᠵᡳ (1729–1887)   | Dung (1649–1729; 1887–1908) Boo Ji (1729–1887)  | Jinan                                            | Shandong                            | 1649–1738 1854–1870 1887–1908 |        |
| المانشووية: ᠪᠣᠣ ᠶᠣᠨᠨ                                        | Boo Yonn                                        | Kunming                                          | Yunnan                              | 1653–1908                     |        |
| المانشووية: ᠪᠣᠣ ᠴᡠᠸᠠᠨ                                       | Boo Cuwan                                       | Chengdu                                          | Sichuan                             | 1667–1908                     |        |
| المانشووية: ᡤᡠᠩ                                             | Gung                                            | Gongchang                                        | Gansu                               | 1667–1740 1855–1908           |        |
| المانشووية: ᠪᠣᠣ ᠰᡠ                                          | Boo Su                                          | Suzhou                                           | Jiangsu                             | 1667–1908                     |        |
| المانشووية: ᠪᠣᠣ ᠨᠠᠨ                                         | Boo Nan                                         | Changsha                                         | Hunan                               | 1667–1908                     |        |
| المانشووية: ᠪᠣᠣ ᡤᡠᠸᠠᠩ                                       | Boo Guwang                                      | Guangzhou                                        | Guangdong                           | 1668–1908                     |        |
| المانشووية: ᠪᠣᠣ ᡤᡠᡳ                                         | Boo Gui                                         | Guilin                                           | Guangxi                             | 1668–1908                     |        |
| المانشووية: ᠪᠣᠣ ᡤᡳᠶᠠᠨ                                       | Boo Giyan                                       | Guiyang                                          | Guizhou                             | 1668–1908                     |        |
| المانشووية: ᠵᠠᠩ                                             | Jang                                            | Zhangzhou                                        | Fujian                              | 1680–1682                     |        |
| المانشووية: ᠪᠣᠣ ᡨᠠᡳ                                         | Boo Tai                                         | Taiwan-Fu                                        | Taiwan                              | 1689–1740 1855–Unknown        |        |
| المانشووية: ᠪᠣᠣ ᠠᠨ                                          | Boo An                                          | Jiangning, Jiangsu                               | Anhui                               | 1731–1734                     |        |
| المانشووية: ᠪᠣᠣ ᡷᡳ                                          | Boo Jy                                          | Baoding                                          | Zhili                               | 1745–1908                     |        |
| المانشووية: ᠶᡝᡵᡴᡳᠶᠠᠩ                                        | Yerkiyang                                       | Yarkant                                          | Xinjiang                            | 1759–1864                     |        |
| المانشووية: ᡠᠰᡥᡳ                                            | Ushi                                            | Uši                                              | Xinjiang                            | 1766–1911                     |        |
| المانشووية: ᠪᠣᠣ ᡳ                                           | Boo I                                           | Ghulja                                           | Xinjiang                            | 1775–1866                     |        |
| المانشووية: ᠪᠣᠣ ᠶᠣᠨᠨ (1733–1799) ᠪᠣᠣ ᡩᠣᠩ (1799–1908)        | Boo Yonn (1733–1799) Boo Dong (1799–1908)       | Dongchuan                                        | Yunnan                              | 1733–1908                     |        |
| المانشووية: ᠪᠣᠣ ᡬᡳ                                          | Boo Gi                                          | Jizhou (蓟) Jilin (吉)                           | Hebei (1851–1861) Jilin (1861–1912) | 1851–1912                     |        |
| المانشووية: ᠪᠣᠣ ᡩᡝ                                          | Boo De                                          | Jehol                                            | Zhili                               | 1854–1858                     |        |
| المانشووية: ᡴᠠᠰᡥᡤᠠᡵ                                         | Kashgar                                         | Kashgar                                          | Xinjiang                            | 1855–1908                     |        |
| المانشووية: ᠪᠣᠣ ᡩᡳ (1855–1886; 1907–1908) ᠶᡠᠸᠠᠨ (1886–1907) | Boo Di (1855–1886; 1907–1908) Yuwan (1886–1907) | Ürümqi                                           | Xinjiang                            | 1855–1864 1886–1890 1907–1908 |        |
| المانشووية: ᡴᡠᠴᠠ                                            | Kuca                                            | Kucha                                            | Xinjiang                            | 1857–1908                     |        |
| المانشووية: ᠪᠣᠣ ᠵᡳᠶᡝᠨ                                       | Boo Jiyen                                       | Tianjin                                          | Zhili                               | 1880–1908                     |        |
| المانشووية: ᡥᡡ                                              | Hu                                              | Dagu                                             | Zhili                               | 1880–1908                     |        |
| المانشووية: ᠪᠣᠣ ᡤᡠᠩ                                         | Boo Gung                                        | Kunshan                                          | Jiangsu                             |                               |        |
| المانشووية: ᠠᡴᠰᡠ                                            | Aksu                                            | Aksu                                             | Xinjiang                            |                               |        |
| المانشووية: ᠵᡳᠩ                                             | Jing                                            | Jingzhou-Fu                                      | Hubei                               | 1648–1657                     |        |

### علامات سك العملة الصينية والمانشو والأويغورية
بالإضافة إلى ذلك، يمكن أن تحتوي العملات المعدنية من مقاطعة شينجيانغ الجنوبية أيضًا على 3 نصوص مختلفة على الجانب الخلفي من العملة وهي النصوص المانشو والصينية والعربية. على سبيل المثال، قد يكون هناك عملة من أكسو تحمل الحرف الصيني 阿 في الأعلى، والرمز المانشوᠠᡴᠰᡠ على اليسار، والأويغورية الفارسية العربية ئاقسۇ على اليمين. من السمات المميزة الأخرى لعملات شينجيانغ أنها تميل إلى أن تكون أكثر احمرارًا في اللون مما يعكس لون النحاس المحلي المستخرج في المقاطعة.

## شينجيانغ
1. ↑  They were also known as "小錁" (xiǎokè) and "錁子" (kèzi).
2. ↑  Note that in the early stages of the existence of Chinese silver crumbs the term Yinzi (銀子) referred to their standard size.

## العملات التذكارية
- في عام 1713، صدرت عملة نقدية خاصة من نوع كانج شي تونغ باو (康熙通寶) للاحتفال بالذكرى الستين لميلاد الإمبراطور كانغ شي، وقد إنتجت هذه العملات البرونزية بلون أصفر خاص، وكان يُعتقد أن هذه العملات النقدية تمتلك "قوى السحر" فور دخولها التداول، تحتوي هذه العملة التذكارية على نسخة مختلفة قليلاً من رمز هانزي "熙"، في أسفل النقود، حيث يكون لهذا الرمز عادةً خط عمودي في الجزء الأيسر منه ولكنه لم يكن كذلك، والجزء من هذا الرمز الذي يُكتب عادةً باسم "臣" له الجزء الأوسط مكتوبًا باسم "口" بدلاً من ذلك. من الجدير بالذكر أن المنطقة العلوية اليسرى من الرمز "通" تحتوي فقط على نقطة واحدة على عكس النقطتين المعتادتين المستخدمتين خلال هذه الحقبة. نُسبت العديد من الأساطير إلى هذه العملة على مدى 300 عام منذ أن سكت، مثل الأسطورة التي تقول أن العملة صبت من تماثيل ذهبية منصهرة لـ 18 من تلاميذ بوذا، مما أكسب هذه العملة لقب "عملة لوهان" و"عملة أرهات". قدمت عملات كانغ شي تونغ باو النقدية التذكارية هذه للأطفال باسم يا سوي تشيان (壓歲錢) خلال رأس السنة الصينية، وارتدتها بعض النساء على غرار كيفية ارتداء خاتم الخطوبة اليوم، وفي ريف شانشي، ارتدى الشباب عملة كانغ شي تونغ باو النقدية الخاصة بين أسنانهم مثل الرجال من المدن الذين لديهم أسنان ذهبية. على الرغم من الأساطير المحيطة بهذه العملة، إلا أنها كانت مصنوعة من سبيكة نحاسية ولم تكن تحتوي على أي ذهب، ولكن لم يكن من غير المألوف أن يعزز الناس العملة بورق الذهب.[48]
- ومن المعروف أن العملات الفضية التذكارية التي تحمل صورة بانشين لاما التبتية إنتجت خلال عهد تشيان لونغ.[10]
- في عام 1905، أصدرت أسرة تشينغ عملات فضية خاصة بقيمة 1 تايل من نوع Guāng Xù Yuán Bǎo (光緒元寶) احتفالًا بالذكرى السبعين لميلاد الإمبراطورة الأرملة تسيشي.[49] تتميز هذه العملات المعدنية بالحرف الصيني الذي يعني طول العمر (壽) محاطًا بتنينين إمبراطوريين يمدان أيديهما إلى اللؤلؤة التي تحقق الأمنيات.

## "الدولارات" الفضية الأجنبية المتداولة في عهد أسرة تشينغ

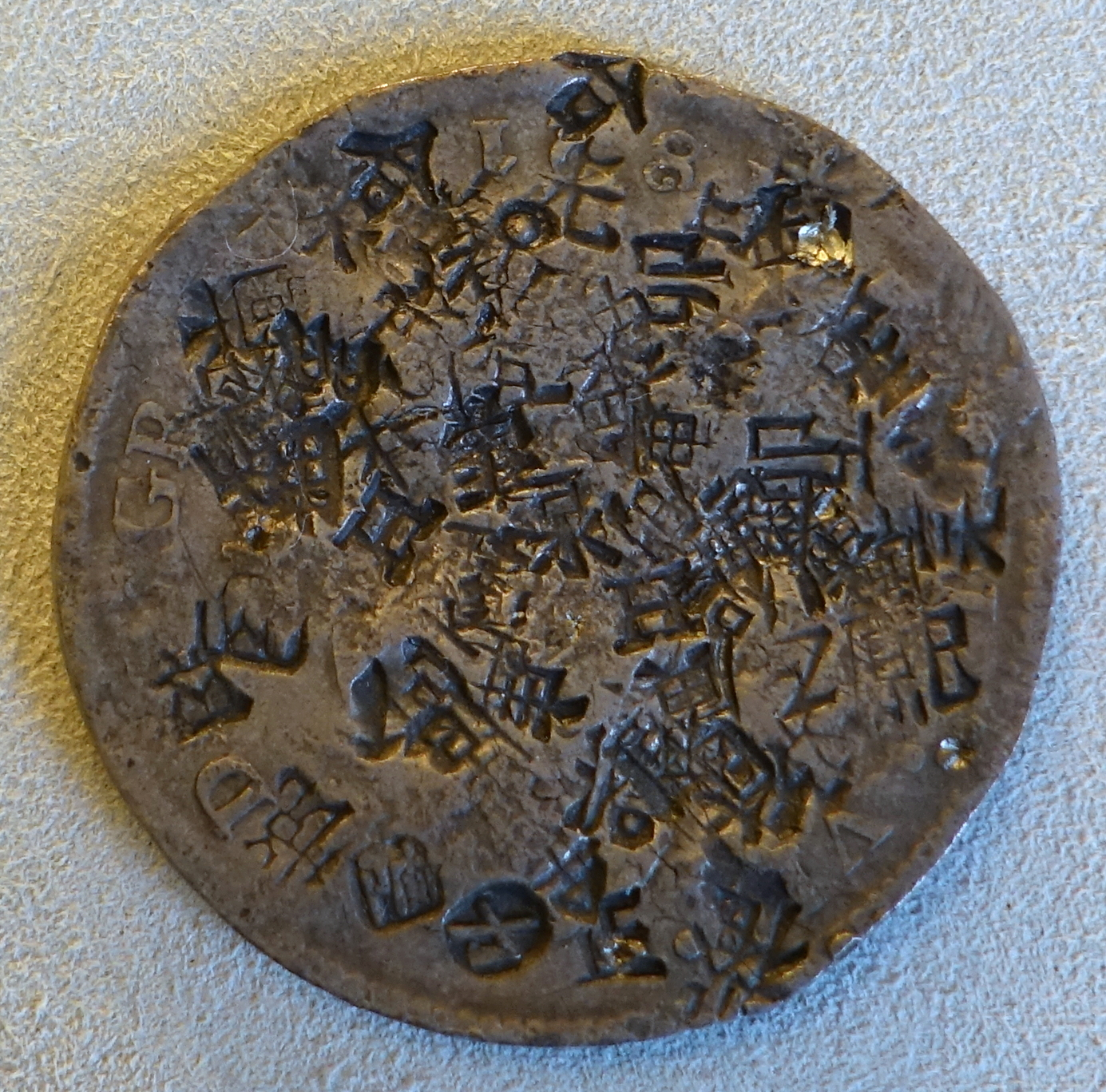
عملة إسبانية بقيمة 8 ريالات عليها علامة مميزة.

في عهد أسرة تشينغ، دخلت العملات الفضية الأجنبية الصين بأعداد كبيرة، وكانت تُعرف في الصين باسم يانغتشيان (洋錢، "عملة المحيط") أو فانتشيان (番錢، "عملة البرابرة"). خلال القرنين السابع عشر والثامن عشر، شهدت التجارة الصينية مع التجار الأوروبيين ارتفاعًا مستمرًا، حيث لم يكن الصينيون مستهلكين لكميات أكبر من السلع من أوروبا، فقد حصلوا بشكل كبير على عملة فضية أجنبية لصادراتهم. ومع اكتشاف الأوروبيين لكمية هائلة من مناجم الفضة في الأمريكتين، ارتفعت مكانة الفضة لتصبح عملة دولية، وأصبحت الفضة أهم معدن مستخدم في المعاملات الدولية عالميًا، وكان لهذا أيضًا تأثير عميق على قيمة الفضة الصينية. بخلاف التجارة، كان الأوروبيون مهتمين بالسوق الصينية نظرًا لارتفاع أسعار الفائدة على القروض التي دفعها الأوروبيون للتجار الصينيين في غوانجو. كان السبب الشائع الآخر وراء تعامل التجار الأوروبيين مع الصينيين هو اختلاف أسعار المعادن الثمينة حول العالم، ما جعل سعر الذهب أقل بكثير في الصين منه في أوروبا. وفي الوقت نفسه، استخدم التجار الصينيون عملات نقدية من سبائك النحاس لشراء الفضة من الأوروبيين واليابانيين خلال هذه الفترة.
كانت العملات الفضية متداولة على نطاق واسع في المقاطعات الساحلية في الصين وكان الشكل الأكثر أهمية للفضة هو العملات الفضية الأجنبية المتداولة في الصين وكانت تُعرف تحت العديد من الأسماء المختلفة التي غالبًا ما تعتمد على الصور الموضحة عليها. وفقًا لكتاب دونج شيانغ كاو (東西洋考) الصادر عام 1618، يذكر أحد فصول المنتجات المحلية لجزيرة لوزون في جزر الهند الشرقية الإسبانية ( الفلبين) أن المراقبين الصينيين شهدوا عملة فضية جاءت من إسبانيا الجديدة (المكسيك) بينما زعم مراقبون صينيون آخرون أنها جاءت من إسبانيا. جاءت هذه الدولارات الفضية من الجزء الأمريكي الشمالي من إسبانيا الجديدة إلى الفلبين عبر سفن مانيلا الشراعية في تجارة سفن مانيلا-أكابولكو الشراعية، وتم نقلها إلى تشوانتشو، وزهانغزهو، وغوانجو، وماكاو، وشيامن، ونينغبو بواسطة التجار الصينيين.
بدأت التجارة مع مملكة البرتغال بعد الاحتلال البرتغالي لماكاو عام 1557، وبعد عقدين من الزمان تأسست التجارة مع قشتالة، وبدأت التجارة مع الجمهورية الهولندية عام 1604 باحتلالهم لجزر بينغو، ومع مملكة بريطانيا العظمى عام 1729. وبحلول نهاية القرن الثامن عشر، كانت الصين تتاجر أيضًا مع الولايات المتحدة الأمريكية التي تأسست حديثًا. وعلى الرغم من أن التجار الصينيين كانوا يقدرون كل من العملات الفضية الأجنبية (銀元) وسبائك الفضة الصينية (銀兩) بناءً على محتواها من الفضة، إلا أن حكومة أسرة تشينغ لا تزال تفرض الرأي القائل بأن العملات الفضية التي نشأت في دول أجنبية كانت ذات قيمة أقل بطريقة ما من العملات الفضية الصينية. ومع ذلك، لم تشارك الأسواق الصينية الخاصة هذا الرأي مع حكومة تشينغ الإمبراطورية، حيث كان سكان المقاطعات الساحلية (وقوانغدونغ على وجه الخصوص) يقدرون العملات الفضية الأجنبية تقديرًا كبيرًا بسبب المزايا المختلفة مثل قيمتها الاسمية الثابتة ودقة محتواها الفضي الموثوق بها باستمرار، مما جعلها تُستخدم في المعاملات دون الحاجة إلى الخضوع لعملية التحليل أو الوزن كما هو متوقع من العملات.
في عام 1814 لم تكن القيمة السوقية لعملة فضية أجنبية واحدة في قوانغتشو أقل من 723 عملة نقدية صينية، بينما في مقاطعات أخرى مثل جيانغسو وجيجيانغ كانت قيمتها أكثر من ثمانمائة عملة نقدية، أو يمكن تداول العملات الفضية الأجنبية مقابل 0.73 تايل من الفضة لكل منها. وفي العقود التالية، سوف يرتفع سعر الصرف، وسوف تبلغ قيمة العملة الفضية الأجنبية الواحدة ما بين 1500 و1900 عملة نقدية صينية. ولهذا السبب، كانت السلطات الصينية خلال هذه الفترة تطرح في كثير من الأحيان اقتراح حظر تداول العملات الفضية الأجنبية داخل الأراضي الصينية، على أساس الشك في أن الفضة الصينية "الجيدة" ذهبت إلى الأسواق الأجنبية، في حين تسببت العملات الفضية الأجنبية "الرديئة" في إغراق أسواق جنوب الصين. كانت هناك أدلة على أن أسرة تشينغ عانت بالفعل من خسارة صافية بلغت 11٪ عند تحويل الفضة الصينية إلى فضة أجنبية. خلال الفترة الأولى من القرن التاسع عشر، اشتبهت الإدارة الصينية الإمبراطورية في أن كمية الفضة التي تصدر أكبر من كمية الفضة المستوردة، مما تسبب في تطور عجز الفضة لدى الصينيين ببطء حيث انخفض الميزان التجاري على الجانب السلبي من الطيف بالنسبة لأسرة تشينغ. ومع ذلك، نظرًا لأن حكومة أسرة تشينغ لم تجمع أو تصنف أي إحصائيات عن التجارة الخاصة بالفضة، فمن الصعب للغاية توليد أي أرقام دقيقة ثابتة بشأن هذه الادعاءات. وفقًا لهوزيا بالو مورس، كانت نقطة التحول في الميزان التجاري الصيني في عام 1826، وخلال هذا العام انخفض الميزان التجاري من رصيد إيجابي قدره 1.300.000 بيزو إلى رصيد سلبي قدره 2.100.000 بيزو.
وفقًا لمذكرات حاكم فوجيان، ل. تسيوين-سون، المنشورة في 7 نوفمبر 1855، يُلاحظ أن الحاكم شهد أن العملات الفضية الأجنبية المتداولة في جيانغنان كانت تحظى بتقدير كبير من السكان المحليين، وأن أجود هذه العملات كان وزنها 7 صولجانات و2 كاندرين، بينما كان محتواها الفضي 6 صولجانات و5 كاندرين فقط. كما أشار إلى أن هذه العملات كانت تُستخدم على نطاق واسع في فوجيان وقوانغدونغ، وأن حتى أكثر هذه العملات تشويهًا وتشويهًا كانت تُقدر بنفس قيمة العملات الصينية، بل أشار إلى أن كل من يمتلك عملة من هذا النوع كان يستبدلها بعملات فضية أجنبية تُعرف باسم فانبينغ (番餅، "كعكات أجنبية") نظرًا لأوزانها وأحجامها القياسية. في غضون ذلك، أشار الحاكم إلى أن هذه الدولارات المقطعة لم تكن متداولة بنفس القدر في مقاطعتي تشجيانغ وجيانغسو، لصالح عملة يُطلق عليها "العملة اللامعة". في الأصل كان الدولار يساوي أكثر من سبعة ميس؛ وارتفعت القيمة تدريجيًا بمرور الوقت إلى ثمانية ميس، وبحلول عام 1855 تجاوزت تسعة ميس.

### التجارة قبل عهد أسرة تشينغ
بين القرنين السادس عشر والثامن عشر وصلت كمية هائلة من العملات الفضية الأجنبية إلى أسرة تشينغ. خلال السنوات الأولى من التجارة الصينية البرتغالية في ميناء ماكاو، اشترى التجار من مملكة البرتغال كمية سنوية تقدر بمليوني تايل من السلع الصينية، بالإضافة إلى ذلك شحن البرتغاليون حوالي 41 مليون تايل من البضائع الصينية. مليون تايل (أو 1.65 (مليون كيلوغرام) من الفضة من اليابان إلى الصين حتى عام 1638. قبل قرن من الزمان في عام 1567، افتتح ميناء التجارة الإسباني في مدينة مانيلا في الفلبين كجزء من الإمبراطورية الاستعمارية الإسبانية، والذي جلب حتى سقوط أسرة مينغ أكثر من أربعين مليون كوبينغ تايل من الفضة إلى الصين، مع وصول الواردات الصينية السنوية إلى 53 مليون بيزو (كل بيزو يساوي 8 ريال) أو 300 ألف كوبينغ تايل. خلال عهد أسرة مينغ، كانت السفينة الصينية المتوسطة التي تقوم برحلة من جزر الهند الشرقية الإسبانية إلى مدينة غوانجو تحمل معها ثمانين ألف بيزو، وهو رقم زاد في عهد أسرة تشينغ حيث زاد حجم البيزو الإسباني المستورد حتى منتصف القرن الثامن عشر إلى 235,370,000 (أو 169,460,000 كوبينغ تايل). يذكر الإسبان أن حوالي 12 مليون بيزو شحنت من أكابولكو إلى مانيلا في عام 1597 كجزء من تجارة السفن الشراعية بين مانيلا وأكابولكو، بينما في السنوات الأخرى كان هذا الرقم يتراوح عادة بين مليون وأربعة ملايين بيزو. كان اليابانيون يزودون الصين بـ 11250 كيلوجرامًا من الفضة سنويًا عن طريق التجار في التجارة المباشرة قبل عام 1600، وبعد أن أقرت شوغونية توكوغاوا سياسة ساكوكو في عام 1633، أبحرت 350 سفينة تجارية يابانية فقط إلى الصين، ومع ذلك كانت كل سفينة من هذه السفن تحمل أكثر من ألف طن من الفضة.

### عملات فضية أجنبية أخرى
قائمة الأسماء المستخدمة للعملات الفضية الأجنبية في عهد أسرة تشينغ:

### الدولار الإسباني والبيزو المكسيكي من الفلبين
كانت العملة الفضية الأجنبية الأهم في تاريخ الصين هي القطعة الإسبانية المكونة من ثمانية قطع (أو 8 ريالات ويطلق عليها عادة البيزو أو الدولار) والتي دخلت في التداول في الأصل من خلال التجارة مع مانيلا في الفلبين إلى مدن تشوانتشو، زهانغزهو، شيامن في فوجيان وغوانجو وماكاو في غوانغدونغ. كانت الفلبين، كجزء من جزر الهند الشرقية الإسبانية، تصدر وتتلقى الإمدادات من خلال تجارة السفن الشراعية مانيلا-أكابولكو مع مملكة إسبانيا الجديدة (المكسيك)، وكل ذلك كجزء من الإمبراطورية الاستعمارية الإسبانية. كانت تُعرف شعبياً في اللغة الإنجليزية باسم الدولار الإسباني، ومع ذلك، بالنسبة للصينيين، عُرفت هذه العملة المعدنية شعبياً باسم الكرة المزدوجة (雙球) لأن وجهها الأمامي يصور نصفين مختلفين من الكرة الأرضية بناءً على معاهدة توردسيلاس لعام 1494 التي قسمت العالم بين تاج قشتالة ومملكة البرتغال والغارف.
صدرت عملات "الكرة المزدوجة" الفضية في عهد الملكين فيليب الخامس وفرديناند السادس بين عامي 1700 و1759، وسُكّت في مملكة إسبانيا الجديدة (المكسيك)، والتي كانت تُرمز لها بعلامة السك "مو" ("م[إكسيك]و")، وحملت نصوصًا لاتينية مثل "VTRAQUE VNUM" ("كلا [نصفي الكرة الأرضية] إمبراطورية واحدة") و"HISPAN·ET·IND·REX" ("ملك إسبانيا وجزر الهند") مسبوقة باسم الملك الحاكم. كانت الكرات الأرضية على هذه الدولارات الإسبانية المبكرة محاطة بعمودين متوجين (يمثلان أعمدة هرقل)، وكان هذان العمودان متشابكين مع رايات على شكل حرف S (وهو أصل رمز البيزو، $).
في عهد الملك تشارلز الثالث، تغيّر تصميم العملة ونُقلت الأعمدة إلى ظهرها، بينما استُبدل شعار النبالة الإسباني بصورة الملك الحاكم. ولذلك، عُرفت هذه العملات في الغرب باسم "دولارات كارولوس" أو "كولوماريوس" ("ذات الأعمدة")، بينما أطلق عليها الصينيون اسم "زويان" (柱洋، أي "دولار العمود"). كما عُثر على بعض دولارات كارولوس نقش "PLVS VLTRA"[2][3]. كان وزن دولارات كارولوس الإسبانية القياسي دائمًا 27.468 غرامًا، بينما خُفّض محتوى الفضة فيها من 0.93955 إلى 0.902 فقط. ومنذ عام 1732، صُنعت هذه العملات في مدينة مكسيكو وأجزاء أخرى من أمريكا الإسبانية. ظهرت صور الملوك تشارلز الثالث وتشارلز الرابع (مع كتابة "IV" على أنها "IIII") على هذه العملات المعدنية، وأشار الصينيون إلى الرقم اللاتيني "I" باسم "工" مما تسبب في تسمية العملات الفضية لتشارلز الثالث باسم سانجونج (三工) بينما كانت العملات المنتجة في عهد تشارلز الرابع تُعرف باسم عملات سيجونج (四工).
بالإضافة إلى ذلك، ألهم تصوير الملك الإسباني الحاكم الشعب الصيني للإشارة إلى دولارات كارولوس هذه باسم فوتو يانغ (佛頭洋، "دولار رأس بوذا"). جاء دولار كارولوس في فئات ½ ريال، و1 ريال، و2 ريال، و4 ريالات، و8 ريالات، وكان أعلى فئة منها يبلغ قطرها أربعين مليمترًا وسمكها 2.5 مليمترًا. إنتجت جميع دولارات كارولوس الصادرة في عهد تشارلز الثالث للصين في عام 1790 بينما يعود تاريخ تلك التي صدرت في عهد تشارلز الرابع إلى عام 1804 فصاعدًا.
في التبادل اليومي، قيّم الصينيون دولارات كارولوس الثمانية ريالات بـ 0.73 كوبينغ تايل، وكان ذلك أحد أهم أشكال التبادل، حيث تقاس مدفوعات معاهدة نانكينغ التي أنهت حرب الأفيون الأولى بدولارات كارولوس الإسبانية. ووفقًا لتقديرات شركة الهند الشرقية البريطانية، استوردت أسرة تشينغ ما قيمته 68 مليون تايل من العملات الفضية الأجنبية بين عامي 1681 و1833، وهذا يجعل واردات الصين تتجاوز 100 مليون عملة فضية أجنبية، ومعظمها دولارات كارولوس الإسبانية المنتجة في أمريكا الإسبانية والتي دخلت الصين من خلال التجارة.
اعتبر العديد من القوى الأجنبية أن تفضيل الصينيين لدولارات كارولوس الإسبانية القديمة على العملات الفضية الأوروبية الأحدث، والريال المكسيكي، والريال البيروفي (لاحقًا السول البيروفي، والسول البوليفي (لاحقًا البوليفيانو البوليفي) "غير مبرر"، فقد استغرق الأمر تدخلات دبلوماسية مشتركة من المملكة المتحدة وفرنسا والولايات المتحدة لتؤدي إلى إعلان من قبل المشرف على الجمارك في شنغهاي، تشاو، لإصدار مرسوم بتاريخ 23 يوليو 1855، يأمر بالتداول العام لجميع العملات الفضية الأجنبية، سواء كانت عملات جديدة أو قديمة. أحد أسباب تداول العملات الفضية الأخرى غير دولارات كارولوس الإسبانية هو أن الحكومة الإسبانية أوقفت منذ فترة طويلة إنتاج هذه العملات حيث قطعت حروب الاستقلال الإسبانية الأمريكية طريقها إلى غالبية مستعمراتها، وكان لهذا تأثير أنه في حين لم تنتج دولارات كارولوس الإسبانية الجديدة، بدأ العديد من التجار الصينيين في المطالبة بمزيد من المال مقابلها حيث بدأت هذه العملات تختفي ببطء ولكن تدريجيًا من السوق الصينية. مع بدء العديد من الدول الأجنبية في التجارة مع الصين، اعتبر الصينيون هذه العملات غير الإسبانية "عملات جديدة" وغالبًا ما كانوا يخفضون قيمتها بنسبة تتراوح بين 20 إلى 30 في المائة بسبب الشكوك في أنها تحتوي على نسبة فضة أقل من دولارات كارولوس الإسبانية.
بعد إعلان استقلال المكسيك، بدأت الإمبراطورية المكسيكية في إصدار عملات بيزو فضية تحمل شعار النبالة الخاص بها، وقد جاءت هذه العملات الفضية إلى الصين منذ عام 1854 وكانت معروفة لدى الصينيين باسم "عملات النسر" (鷹洋)، على الرغم من أنها كانت تسمى بشكل غير صحيح "الدولارات الإنجليزية" (英洋) لأنها أتت في الغالب إلى الصين من قبل التجار الإنجليز. ظلت فئات هذه العملات المعدنية كما هي مع الدولارات الإسبانية السابقة، ولكن استبدلت وحدة العملة "الريال" بـ "البيزو".
في البداية لم يستجب السوق الصيني بشكل إيجابي لهذا التغيير في التصميم وقبل البيزو المكسيكي بسعر أقل من سعر دولارات كارولوس الإسبانية بسبب الخوف من احتوائها على نسبة أقل من الفضة، ولكن بعد أن دعي أعضاء جمارك شنغهاي لرؤية عملية تصنيع البيزو المكسيكي من قبل المجتمع التجاري الأجنبي، استنتجوا أن هذه العملات الجديدة كانت بنفس الجودة والنقاء مثل دولارات كارولوس الإسبانية القديمة وقرروا أنه بعد رأس السنة الصينية القادمة لا يمكن للتجار الصينيين في شنغهاي المطالبة بعلاوة على المعاملات التي تكون بالبيزو المكسيكي وأن جميع العملات الأجنبية يجب أن يحكم على قيمتها الجوهرية وليس على حقيقة ما إذا كانت دولارًا كارولوس إسبانيًا أم لا، والسبب وراء إقرار هذا المرسوم كان بسبب انتشار عدم الأمانة بين التجار الصينيين الذين يفرضون رسومًا زائدة على المعاملات المدفوعة بالبيزو المكسيكي بزعم أن دولارات كارولوس الإسبانية فقط هي الجديرة بالثقة. توجه هذا الطلب أيضًا إلى جميع حكام المقاطعات الساحلية، ومع ذلك، وعلى الرغم من الضغط الذي مارسته السلطات الصينية في عهد أسرة تشينغ لتحقيق التكافؤ المالي بين الدولار الكارولوسي الإسباني والبيزو المكسيكي، فإن الشعب الصيني لا يزال يحترم الدولار الكارولوسي الإسباني، ولم تتوقف الأحكام المسبقة لصالح الدولار الكارولوسي الإسباني.
في اليوم السادس والعشرين من الشهر الأول خلال عام Xianfeng 6 (2 مارس 1856) أصدر Taoutae (أو أعلى مسؤول مدني) في Luzhou-fu و Longjiang-fu و Taichangzhou والذي شغل أيضًا منصب القائم بأعمال مفوض المالية في Luzhou-fu وأماكن أخرى في جيانغنان إعلانًا يدين ممارسة خصم قيمة الدولارات الإسبانية الجيدة ويجعل القيام بذلك أمرًا غير قانوني، وذكر Taoutae Yang أن هناك تجار بورصة ماكرين كانوا يطلقون مجموعة من الألقاب الذكية التي يطلقونها على دولارات Carolus الإسبانية من أجل المصلحة الذاتية لمحاولة خفض قيمة بعض العملات المعدنية وتخفيضها بشكل كبير. بعد فترة من الإعلان توقف هؤلاء التجار عن الخوف من القانون واستمروا في ممارستهم.
كان من اللافت للنظر أن بعض أنواع الدولارات الإسبانية، المعروفة باسم "الدولار النحاسي المخلوط"، و"الدولار المرصع بالرصاص"، و"الدولار الخفيف"، و"دولار فوتشو"، استُهدفت بشكل خاص في هذا الإعلان، إذ اعتُبرت ذات قيمة أقل بطبيعتها، وفقًا لإدوارد كان في كتابه "عملات الصين"، الذي أورد في الملحق الرابع: "من سمات عملة فوتشو الدولار المقطوع، أو بالأحرى الدولار المجوف والمكشط والمقطوع والمثقوب. غالبًا ما يُزيل هذا الإهمال كل أثر للعلامات الأصلية، ويتخذ بعضها شكل ومظهر فطر مصاب بالجدري. من البديهي أن هذه العملات المعدنية لا بد أن تمر بالوزن..."
جادل تاوتاي بأن الصيارفين استخدموا حيلًا سخيفة في محاولة لإيجاد عيب في الدولار الإسباني بينما جادل بأن هذه العملات المعدنية لم تكن أخف وزنًا ولا تشعر بأنها أقل جودة عند حملها. جادل تاوتاي بأن القطع العديدة عليها دليل على حقيقة أنها خضعت لفحص دقيق والتحقق منها من قبل السلطات الصينية المختلفة على مدى فترة طويلة من الزمن وأن تقطيع هذه الدولارات الإسبانية لم يؤثر عليها سلبًا بأي شكل من الأشكال. وضع الصيارفين الذين شاركوا في خفض قيمة الدولارات الإسبانية بشكل غير قانوني من خلال تخصيص هذه الألقاب لهم في جيانغنان في كانغ. كما أقرت مقاطعة جيجيانغ قانونًا مشابهًا وكان الموظفون الحكوميون الذين يساعدون هؤلاء أصحاب المتاجر غير الأمناء عرضة للعقوبة أيضًا إذا اكتشفوهم.

### عملات فضية أجنبية أخرى
كانت الدوقات الفضية للجمهورية الهولندية تُعرف باسم ماكيان (馬錢) أو ماجيان (馬劍) لدى الصينيين، وقد قُدِّر أنه بين عامي 1725 و1756 اشترت السفن القادمة من هولندا بضائع كانون مقابل 3.6 مليون دولار. مليون تايل من الفضة، ولكن بين عامي 1756 و1794 لم يكن هذا سوى 82.697 تايل. في أواخر القرن الثامن عشر، كانت الدوكات الفضية الهولندية متداولة بشكل أساسي في المقاطعات الساحلية في غوانغدونغ وفوجيان. كان أصغر الدوقات الهولندية يزن 0.867 كوبينغ تايل. بدأ تداول الكروزادو البرتغالي في المقاطعات الجنوبية للصين خلال الجزء الأخير من القرن الثامن عشر وأطلق عليه التجار الصينيون المعاصرون اسم شيتشيان (十字錢). كانت فئات الكروزادو البرتغالية خلال تلك الفترة 50 ريس، 60 ريس، 100 ريس، 120 ريس، 240 ريس، و480 ريس مع أكبر عملة تزن 0.56 كوبينغ تيل فقط. قدمت العملات الفضية للين الياباني لأول مرة في عام 1870 وتداولوا بها في المقاطعات الشرقية لسلالة تشينغ، وكانت تُعرف محليًا باسم لونجيانج (龍洋، "دولارات التنين") أو لونجبان (龍番) لأنها كانت تتميز بتنين كبير وتحمل نقش كانجي داي نيبون (大日本). كانت هذه العملات اليابانية مسيطر عليها الين (圓) وكانت في وقت لاحق بمثابة النموذج للعملات الفضية الصينية المنتجة في نهاية فترة تشينغ.
قبل بدء حرب الأفيون الأولى، كان هناك حوالي اثني عشر نوعًا مختلفًا من العملات الفضية الأجنبية متداولة في الصين، ومن بينها كمية صغيرة من عملات إيكو الفضية الفرنسية، ومع ذلك كانت دولارات كارولوس الإسبانية هي الأكثر عددًا بكثير حيث اشترت شركات تجارية مختلفة مثل شركة الهند الشرقية البريطانية منتجات صينية مثل الشاي بها، حيث حظرت أسرة تشينغ جميع العملات الأجنبية الأخرى كوسيلة لقبول الدفع مقابل الشاي. في عام 1866، افتتح دار سك عملة جديدة في هونغ كونغ البريطانية وبدأت الحكومة البريطانية في إنتاج دولار هونغ كونغ الفضي (香港銀圓) الذي كان يحمل صورة الملكة البريطانية الحاكمة، الملكة فيكتوريا. نظرًا لأن دولارات هونغ كونغ هذه لم تكن تحتوي على نسبة عالية من الفضة مثل البيزو المكسيكي، فقد رفض التجار الصينيون هذه العملات الفضية وكان لا بد من إلغاؤها بعد سبع سنوات فقط من طرحها في السوق.
أنشأت الولايات المتحدة في عام 1873 الدولار التجاري الأمريكي والذي كان معروفًا لدى الصينيين باسم ماويي يين يوان (貿易銀元)، وهي العملة المصممة خصيصًا للاستخدام في التجارة مع أسرة تشينغ. ومع ذلك، نظرًا لأن محتواه من الفضة كان أقل من محتواه في البيزو المكسيكي، فقد عانى من نفس مصير دولار هونغ كونغ الفضي وأوقف بعد 14 عامًا من طرحه. بعد ذلك قدمت عملة فضية بريطانية أخرى مستوحاة من الدولار التجاري الأمريكي الذي أصبح يُعرف باسم الدولار البريطاني أو دولار التجارة البريطاني، وقد تميزت هذه العملات بنقش "دولار واحد" (باللغة الإنجليزية والصينية والماليزية) وكان عليها صورة التجسيد الأنثوي للمملكة المتحدة بريتانيا، وقد قدمت هذه العملات الفضية في عام 1895، وأطلق عليها الصينيون إما Zhanrenyang (站人洋) أو Zhangyang (仗洋).

## روابط خارجية
- Pʻeng، Hsin-wei (1993). "A Monetary History of China, Volumes One and Two (Zhongguo Huobi Shi)". East Asian Studies Press. East Asian Studies. ترجمة: Kaplan، Edward H. Center for East Asian Studies, Western Washington University. East Asian Research Aids and Translations, Volume 5 ع. 17. DOI:10.25710/dg84-gr04. مؤرشف من الأصل في 2025-02-16.
- Dragon Dollar & Chinese Coins: Late Qing Dynasty provincial silver coins (Beiyang mint)